# Chemin de fer Martigny–Châtelard
Le chemin de fer Martigny–Châtelard est une ligne de chemin de fer à voie unique et à écartement métrique de 18,363 km reliant la gare de Martigny dans la vallée du Rhône en Suisse à la frontière française au lieu-dit Le Châtelard (ou, plus précisément l'Île sur la commune de Finhaut). Ouverte au public au début du XXe siècle, cette ligne est exploitée par une société privée, la compagnie du Martigny–Châtelard (MC), intégrée en 2001 dans les Transports de Martigny et Régions (TMR). Avec la partie française de la même ligne qui va jusqu'à Saint-Gervais-les-Bains-Le Fayet, elle est appelée Mont-Blanc Express.

## Historique

### Projets

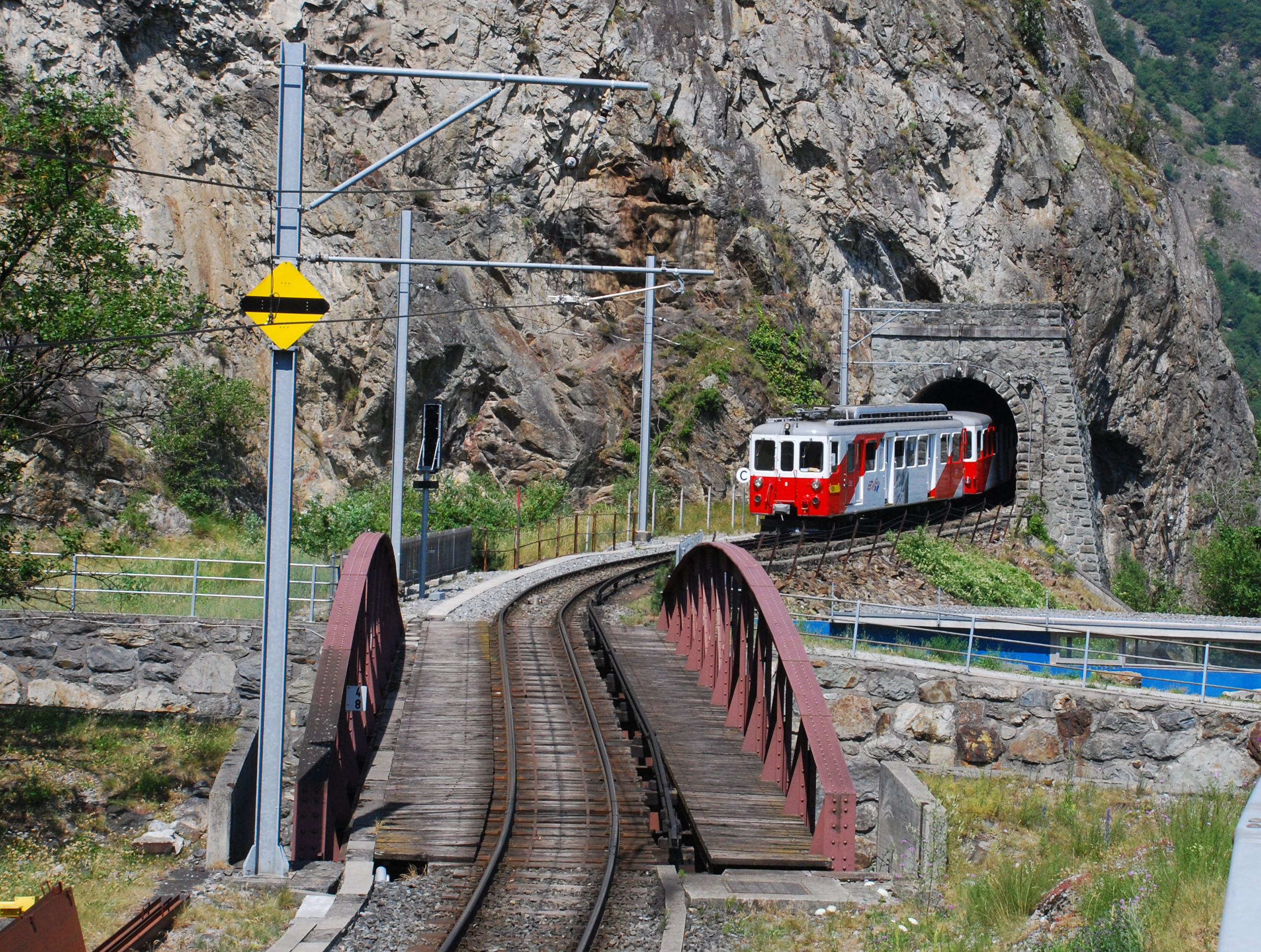
Pont sur le Trient à Vernayaz : prise de la crémaillère.

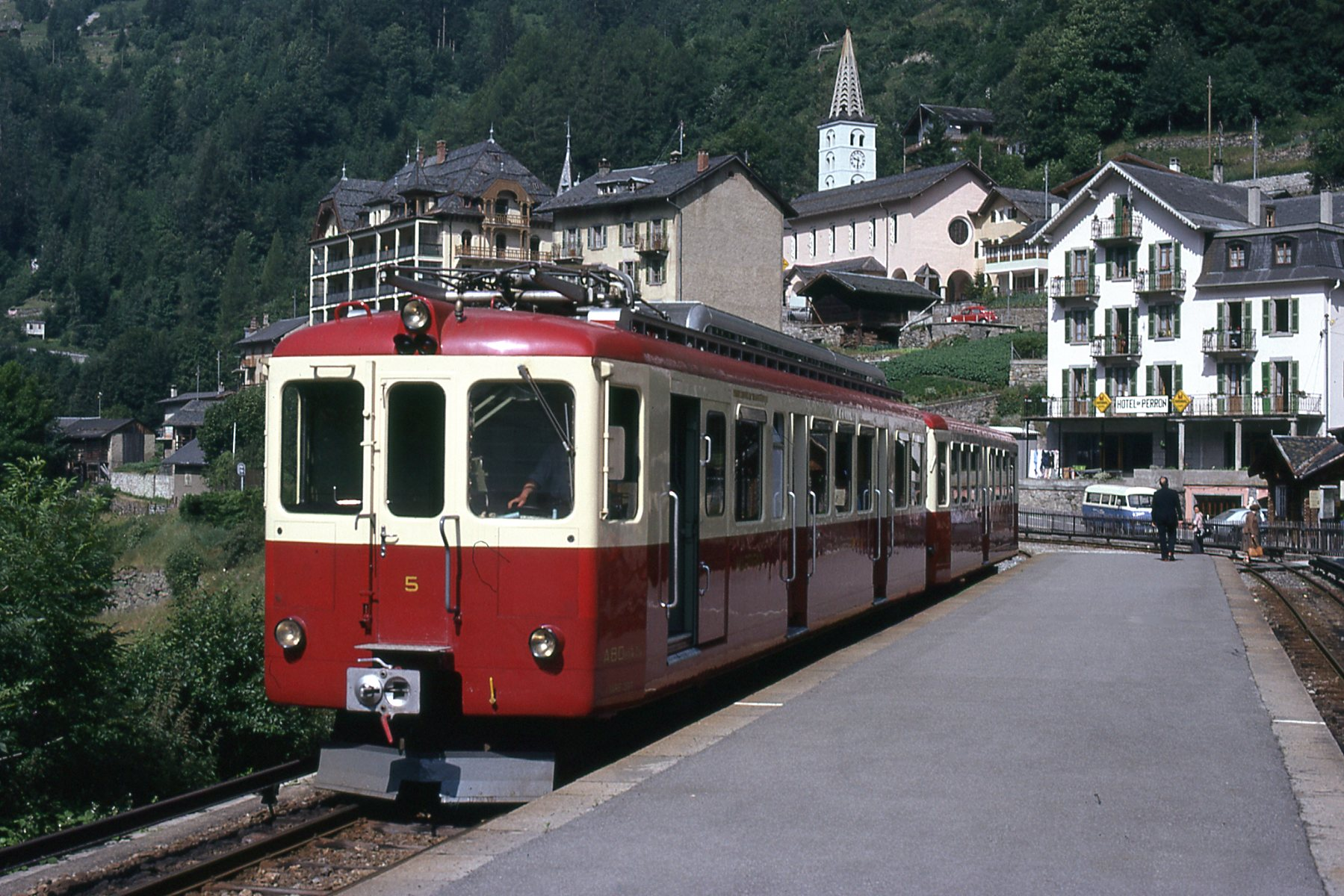
Gare de Finhaut.

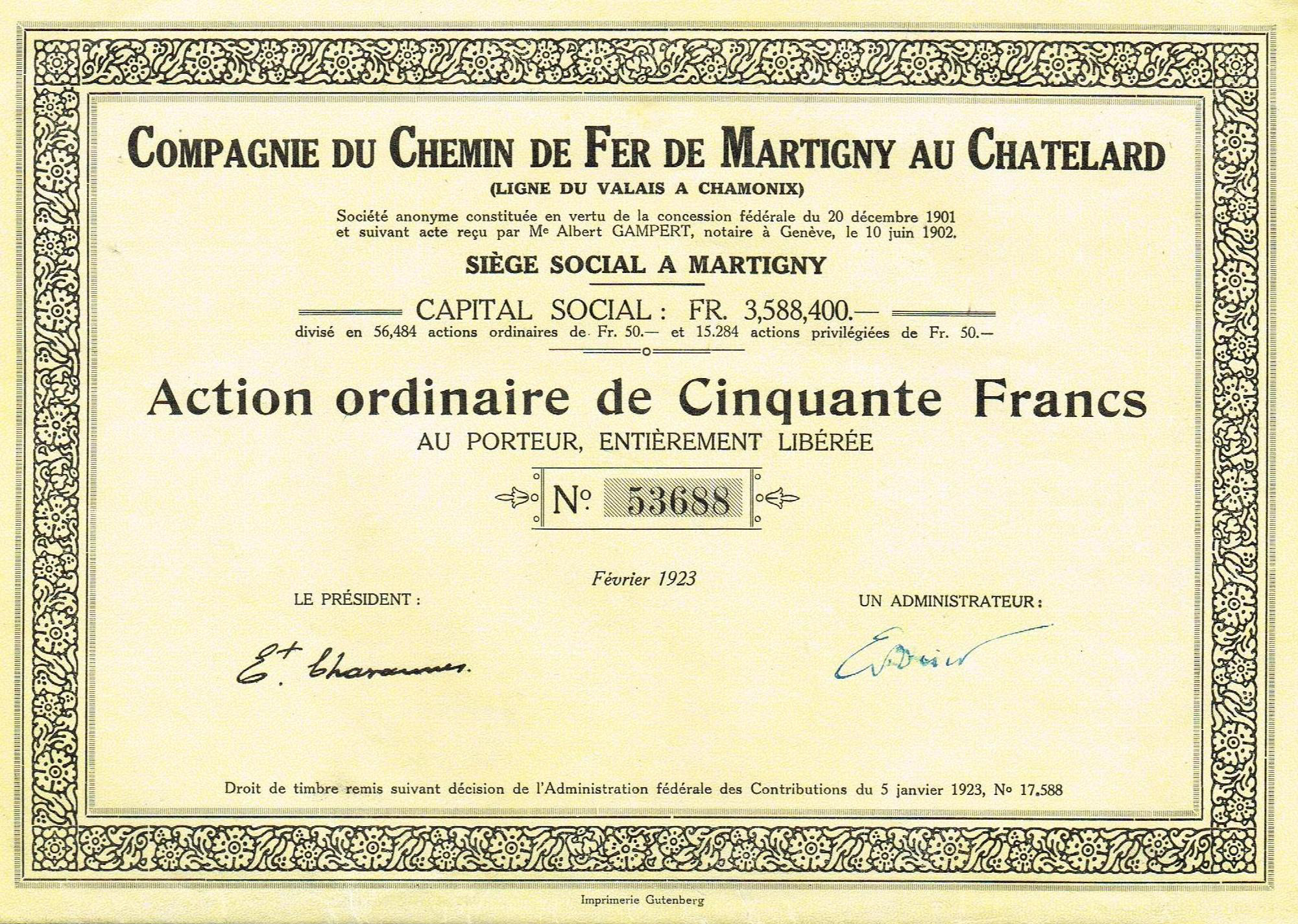
Action de la Compagnie du Chemin de fer de Martigny au Châtelard en date du février 1923

Martigny, carrefour historique dans la vallée du Rhône en Suisse, voit arriver la ligne de chemin de fer venant du lac Léman (et qui deviendra la ligne du Simplon) en 1859. La ligne se poursuit sur Sion (en 1860) puis Brigue. Dans les années 1880, Martigny est engagée dans des discussions qui portent sur une liaison avec l'Italie (via le Simplon ou le Grand-Saint-Bernard) d'une part, et Chamonix en France d'autre part.
À partir de 1890, divers projets de liaison avec Chamonix sont envisagés. Certains envisagent de passer par la vallée du Trient : la ligne part de Martigny, puis descend la vallée du Rhône sur environ 4 km jusqu'aux environs de Vernayaz, avant de l'engager le long du Trient, soit rive gauche par les villages de Salvan et Finhaut, soit rive droite, mais sans traverser aucun village. D'autres projets suggèrent de prendre la route du col de la Forclaz : Martigny-Croix, Martigny-Combe, puis le col de la Forclaz qui est franchi en tunnel. Tous les projets s'accordent ensuite pour une fin de la ligne au niveau de la frontière du Châtelard.
Comme en France la Compagnie des chemins de fer de Paris à Lyon et à la Méditerranée (PLM) étudie une ligne entre Le Fayet et Chamonix à la même époque, les auteurs des projets suisses prennent contact avec la compagnie française afin de coordonner les travaux. Ils obtiennent ainsi que le PLM étudie la prolongation du chemin de fer au-delà de Chamonix, vers Argentière et la frontière suisse au Châtelard. Les projets suisses s'alignent dans une certaine mesure sur les choix techniques du PLM.
En 1892, une concession est accordée au projet Ludwig & Schöpfer, via la rive gauche du Trient, complété par un tramway urbain de Martigny-Gare à Martigny-Bourg. Cependant, les concessionnaires ne parviennent pas à réunir les fonds nécessaires à leur projet. Une nouvelle concession est donc attribuée le 20 décembre 1901 au projet Defayes, Strub, Amrein et Gilliéron, déposé en 1899. Ce dernier propose également un tracé par la rive gauche du Trient, pour une longueur de 18,8 km. La ligne, à voie métrique, sera en simple adhérence sur la majorité du parcours, avec des pentes allant jusqu'à 70 mm/m, sauf une section à crémaillère système Strub de 2,5 km. Le gabarit est le même que celui de la ligne PLM. L'alimentation électrique est prévue par troisième rail, comme pour ce dernier chemin de fer. Cependant, la ligne suisse doit utiliser une captation du courant par caténaire dans ses trajets urbains. Un tramway pour la ville de Martigny, semblable à celui du projet précédent, est également prévu.
La Compagnie du Chemin de fer de Martigny au Châtelard - ligne du Valais à Chamonix (désignée par le sigle MC) est constituée par les quatre associés le 10 juin 1902.

### Construction
Les premiers travaux débutent en novembre 1902 avant même l'approbation du tracé définitif. Celui-ci mesure 19,072 km, et comporte des sections à crémaillère, pour une pente allant jusqu'à 70 mm/m en adhérence simple et 200 mm/m sur crémaillère. Les travaux ne rencontrent pas de difficulté majeure, uniquement quelques imprévus qui sont le lot commun des constructions en montagne : roches moins solides que prévu, sources et poches d'eau.
Les travaux s'achèvent à l'été 1906. La section Martigny - Le Châtelard-Frontière est inaugurée le 18 août. La ligne ouvre au public deux jours plus tard. Le tramway entre Martigny-Gare et Martigny-Bourg ouvre le 24 octobre.
Le 1er juillet 1908, la section Le Châtelard-Frontière - Vallorcine ouvre à l'exploitation, en même temps que le tronçon Argentière - Vallorcine de la ligne du PLM. Le Martigny-Châtelard exploite le tronçon frontalier, tandis que le PLM l'alimente en électricité. La convention internationale est ratifiée a posteriori en 1909.
La construction de la ligne coûte au total 10,5 millions de francs-or (de même valeur en France et en Suisse), soit le même prix que le tronçon entre le Fayet et Chamonix de la ligne française. Ce coût dépasse de 30 % les prévisions initiales, en raison d'études préalables réalisées de façon trop superficielle.

### Exploitation en matériel d'origine

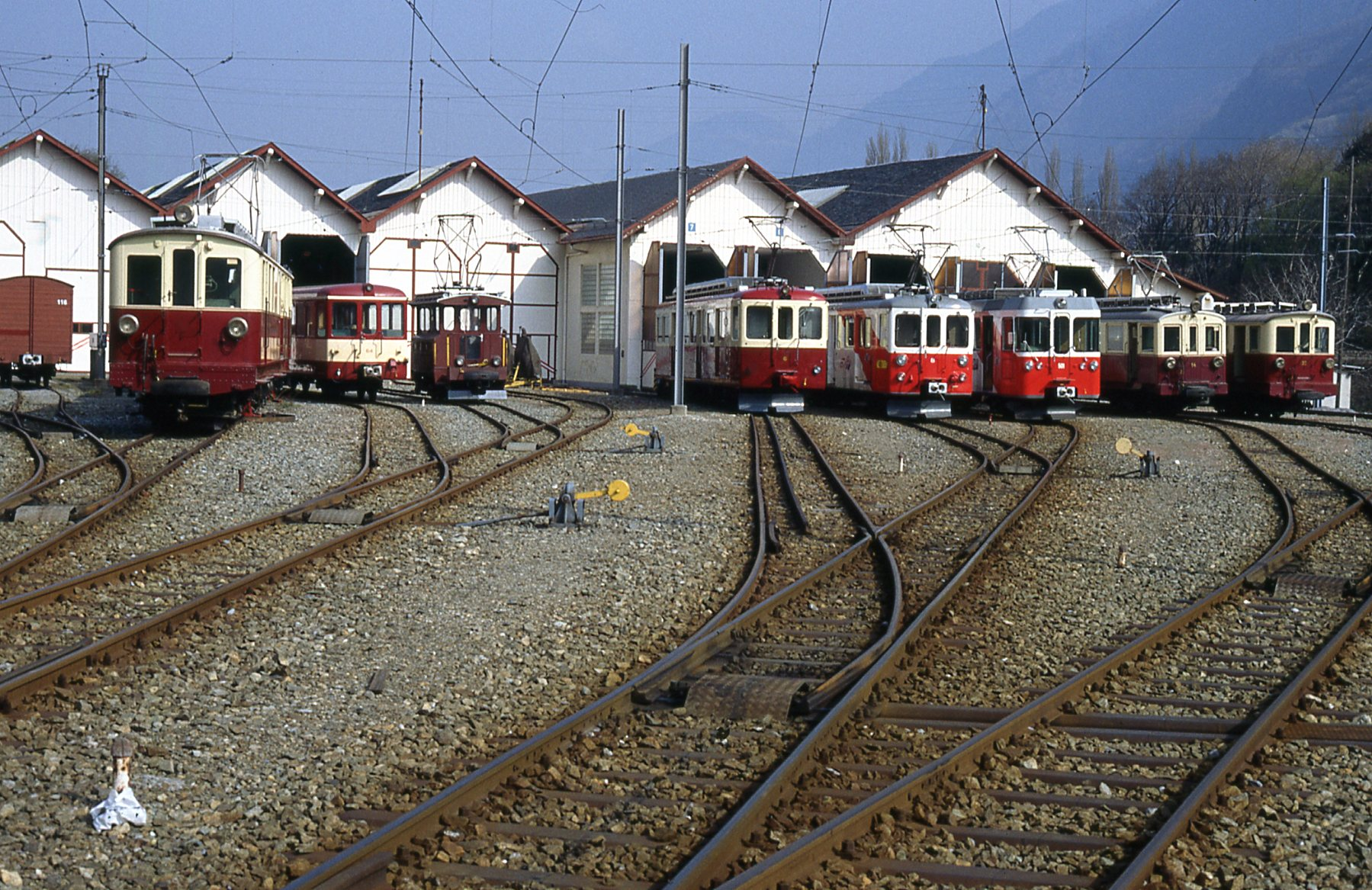
Divers véhicules MC à Vernayaz.

Dans les premières années, le chemin de fer n'était exploité que cinq ou six mois par an, à la saison d'été. Jusqu'en 1910, le MC n'assurait pas lui-même l'exploitation : les CFF la prenaient en charge avec leur propre personnel. L'activité de la ligne est réduite drastiquement pendant la Première Guerre mondiale.
Après guerre, les projets hydroélectriques se développent rapidement en Suisse, car le pays a souffert de sa dépendance énergétique en charbon. Les CFF, qui électrifient leur réseau, lancent au début des années 1920 un projet de barrage hydroélectrique sur le plateau de Barberine, sur les hauteurs du Châtelard. Ils font appel au chemin de fer Martigny-Châtelard pour le transport des matériaux. En outre, un funiculaire est construit à partir de Châtelard-Giétroz, suivi d'une voie étroite jusqu'au pied du barrage, exploitée à la vapeur. Le trafic marchandises monte en flèche : 23 023 tonnes en 1924, contre environ 3 000 tonnes avant la guerre. Le MC ne peut pas faire face seul à la demande : les CFF acquièrent eux-mêmes deux automotrices et six wagons.
L'activité liée au barrage procure une embellie financière à la compagnie, de courte durée cependant. Pour redresser la situation, le MC entreprend des efforts de rationalisation. Ainsi, le chemin de fer acquiert en 1926 les deux automotrices construites pour les CFF. La locomotive à vapeur puis les locomotives électriques à crémaillère sont revendues en 1927 et 1930. En 1930, la compagnie se sépare du tramway de Martigny, largement déficitaire, et fait construire sa propre voie, séparée de celle du tramway.

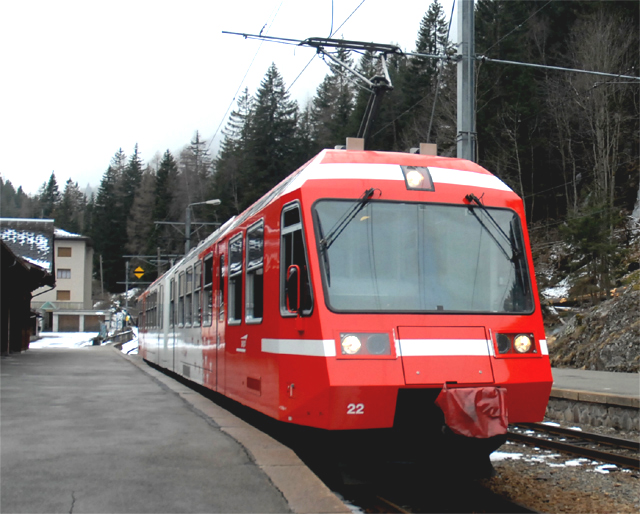
Service d'hiver au Châtelard-Frontière.

À partir de 1931, le chemin de fer assure un service d'hiver. Il est d'abord restreint entre le Châtelard et Finhaut, la partie la plus « basse » de la ligne, car la compagnie ne dispose pas de moyens de déneigement. La situation s'améliore à partir de 1933 avec l'acquisition d'un chasse-neige, puis en 1935 avec la construction d'une galerie paravalanche qui permet l'exploitation réellement à longueur d'année. Les hivers 1935-1936 et 1936-1937, le MC assure même la desserte sur le tronçon français entre Vallorcine et Montroc-le-Planet, le PLM ne pouvant pas la prendre en charge. En 1938, la vitesse des trains est relevée, ce qui raccourcit le parcours entre Martigny et le Châtelard de 20 minutes. Ces efforts, ainsi qu'un développement de l'offre touristique, permettent de redresser les comptes de la compagnie à partir de 1936-1937.
La Seconde Guerre mondiale provoque une disparition de tout trafic touristique : la frontière française est fermée, et l'accès aux Suisses à la vallée du Trient est rendue difficile par la mobilisation des troupes. Cependant, le MC est utilisé abondamment pour l'acheminement des troupes et du matériel. À la fin de la guerre, le tourisme reprend ; le chemin de fer voit notamment passer de nombreux permissionnaires américains.

### Exploitation après-guerre

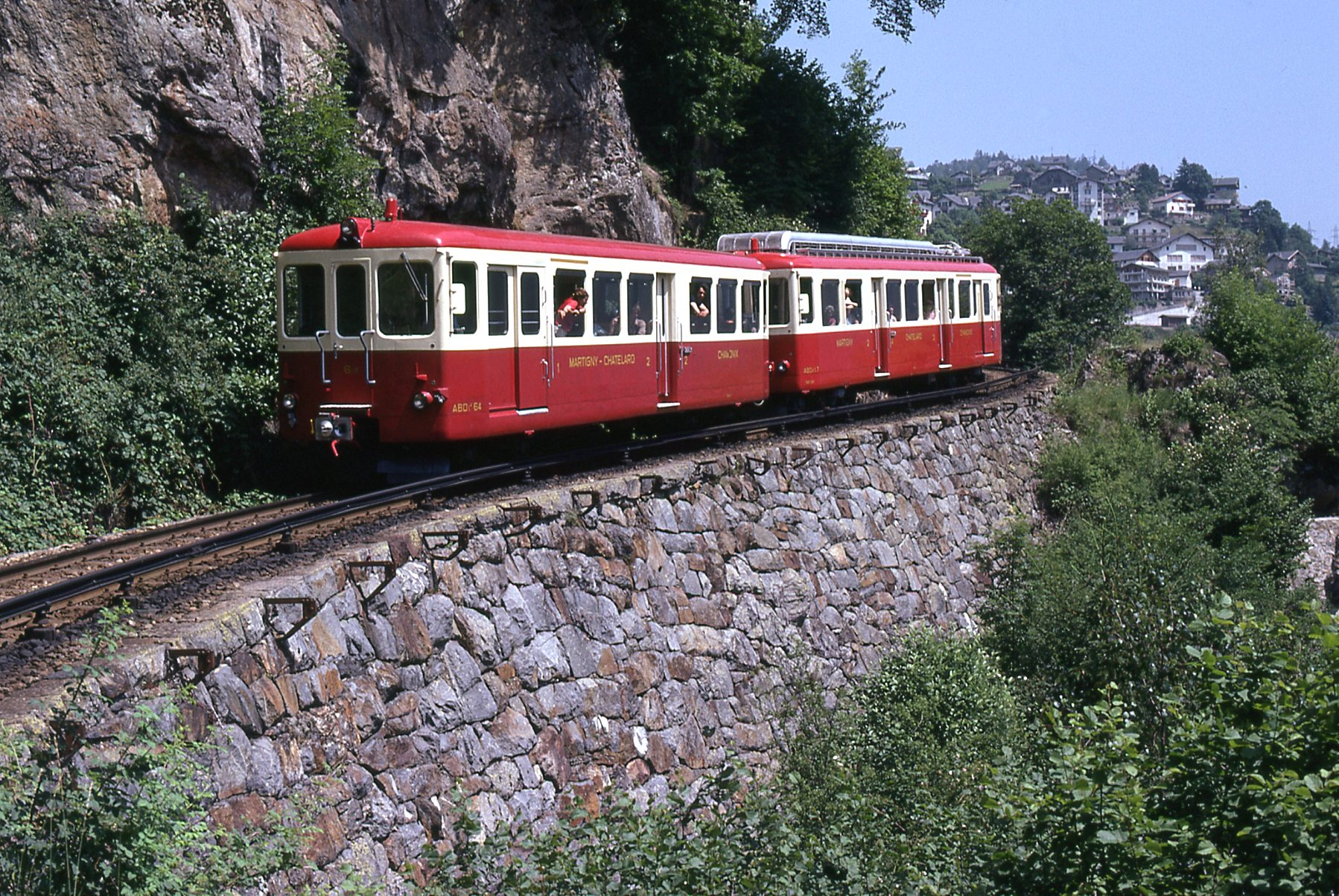
Rame de 1957-1963.

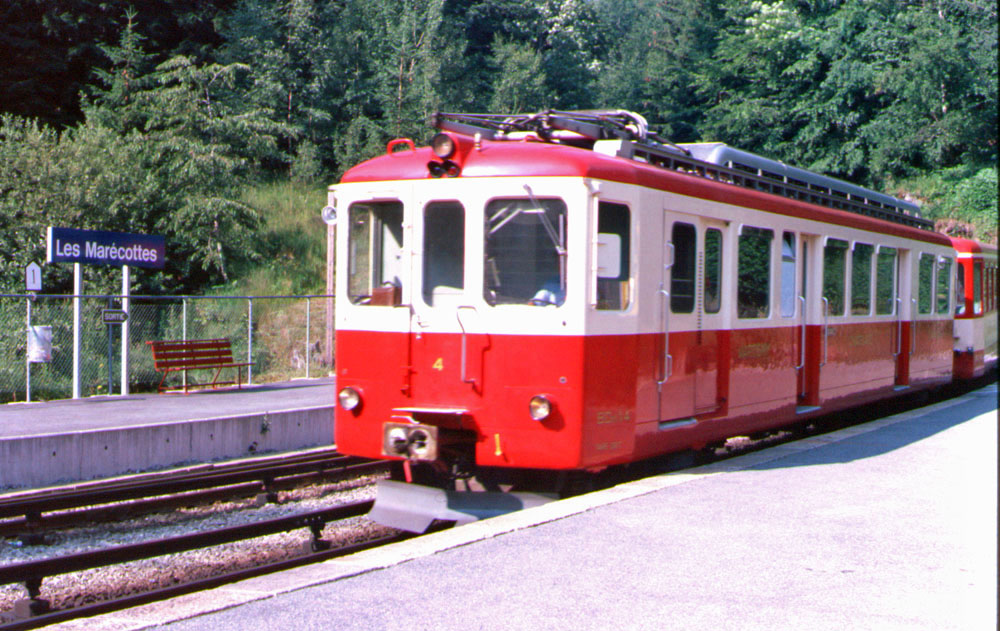
Automotrice aux Marécottes.

Après guerre, le trafic progresse. De plus, de nouveaux aménagements hydroélectriques sont étudiés au-dessus du Châtelard : le MC assure à nouveau le transport des matériaux de construction du barrage du Vieux-Émosson. Le trafic marchandises atteint 16 200 tonnes en 1954. Mais le pan le plus ambitieux du projet reste à venir : le grand barrage d'Émosson, qui doit noyer celui de Barberine. Dans l'optique d'un nouveau pic du trafic marchandises, le MC décide de renouveler son parc de matériel.
Dans les années 1950, la Société nationale des chemins de fer français (SNCF), devenue exploitante de la ligne française, souhaite elle aussi acquérir un nouveau matériel roulant. Les deux compagnies coopèrent de sorte que les interpénétrations de matériel soient facilitées, et qu'il existe une certaine compatibilité des matériels. Trois rames sont acquises par le MC en 1957-1958, composées des automotrices ABDeh 4/4 no 4 à 6 et des remorques ABDt no 63 à 66. Dans le même temps, la SNCF met en service son matériel Z 600. À partir de 1957, une relation Martigny-Chamonix est mise en place l'été. Elle est assurée par une rame suisse la première année, par une voiture pilote tractée en France par une Z 600 à partir de 1958.
La construction du barrage d'Émosson commence dans les années 1960. D'abord, la construction de la route d'accès au chantier, entre 1963 et 1967, provoque une hausse modérée du trafic. Puis entre 1970 et 1975, le chemin de fer est mis à contribution pour le transport du ciment lors de la construction du mur du barrage. Pour faire face à l'augmentation du trafic, la ligne se dote d'un système de block automatique lumineux pour augmenter les cadences et améliorer la sécurité. Le trafic atteint 22 415 tonnes en 1973. Depuis cette embellie, le trafic marchandises a fortement baissé, en particulier par suite de la concurrence de la route. À la fin des années 1990, moins de 200 tonnes annuelles étaient transportées.
En 1979, le MC acquiert une nouvelle rame à grande capacité afin d'assurer le trafic en période d'affluence. Elle est composée d'une automotrice numérotée BDeh 4/4 no 501, ainsi que de deux remorques Bt no 601 et 602.

### Un nouvel élan

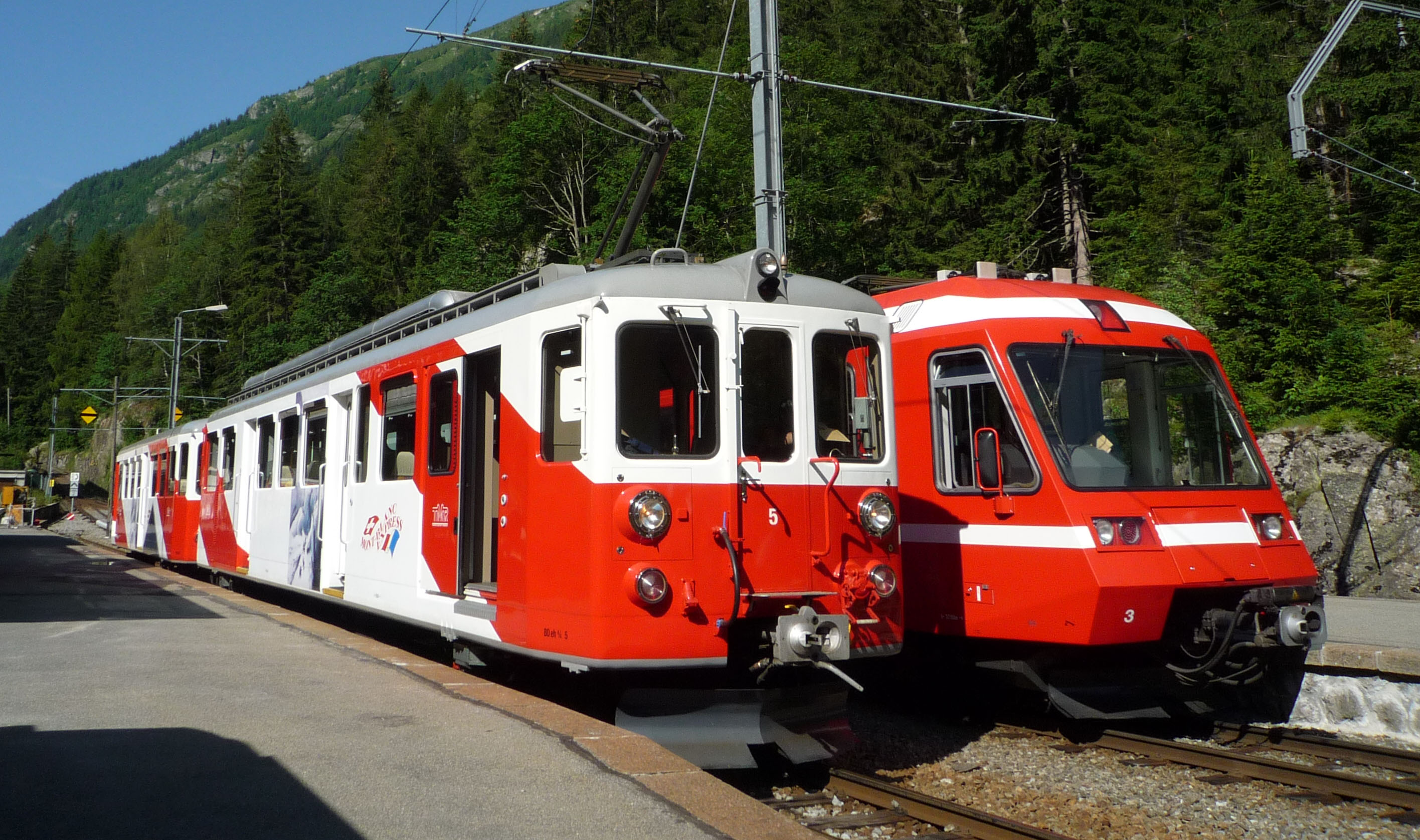
Une rame Z 800 croise une rame de 1957-1963.

Entre 1988 et 1994, le MC et la SNCF étudient une nouvelle génération de matériel destinée à effectuer des trajets de Martigny à Saint-Gervais-Le Fayet sans rupture de charge. Le matériel, dénommé Z 800, est commandé en 1994, et mis en service en 1997. La SNCF possède trois rames, le MC deux. L'entretien est mutualisé. Depuis lors, des courses directes (appelées interpénétrations) de Saint-Gervais à Martigny circulent sous l'appellation « Mont-Blanc Express ».
En 2000, les chemins de fer Martigny–Châtelard (MC) et chemins de fer Martigny–Orsières (MO), qui collaboraient déjà, fusionnent en une seule entreprise : Transports de Martigny et Régions (TMR).
Le 17 septembre 2008, de nouvelles installations de sécurité sont mises en service. Elles sont télécommandées depuis le Centre de Gestion du Trafic (CGT) de Vernayaz. Depuis le changement d'horaire 2008, les conducteurs et rames des Transports de Martigny et Régions assurent la desserte de Martigny à Vallorcine, pour le compte de la SNCF.
Au printemps 2010, la compagnie passe une commande de matériel dit « Z 870 », semblable aux Z 850 de la SNCF, mais équipé pour le franchissement de la section à crémaillère. En 2010, la ligne transporte environ 300 000 voyageurs par an. Le maximum a été atteint en 1965 avec 414 447 voyageurs. Le trafic marchandises est presque nul aujourd'hui.

## Description de la ligne

### Caractéristiques techniques

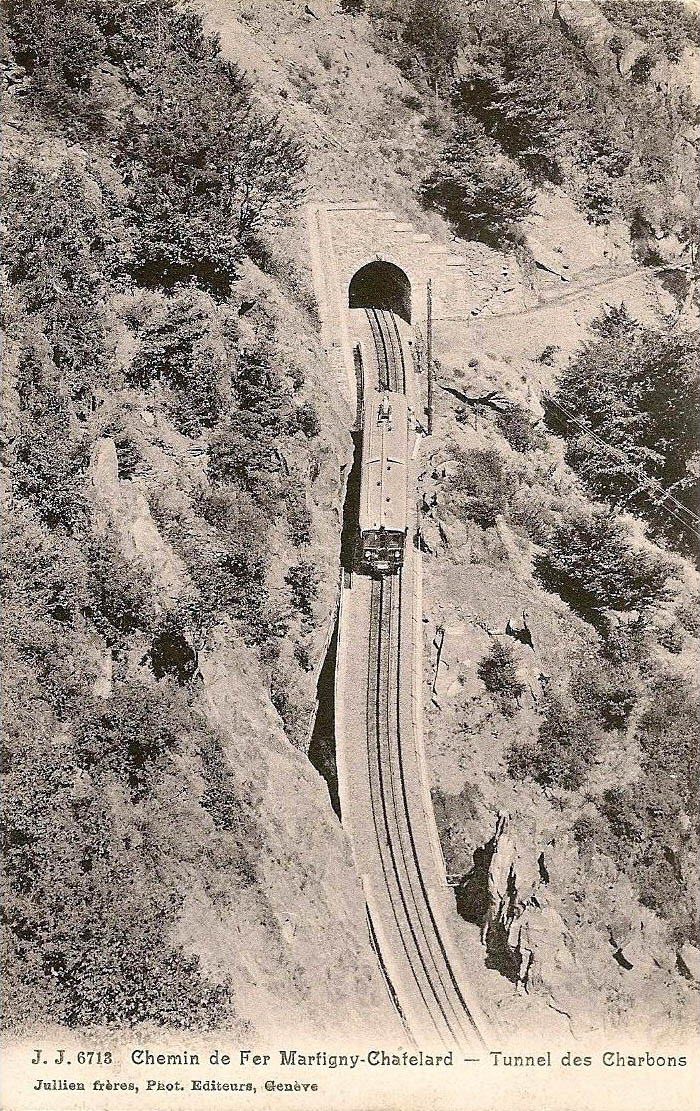
Chemin de fer de Martigny-Châtelard - Le tunnel des Charbons.

La ligne mesurait à l'origine 19,132 km jusqu'à la frontière française. Le nouveau tracé de 1931, qui évite la ville de Martigny, mesure 18,363 km.
Le tracé est en simple adhérence dans la vallée du Rhône, entre Martigny et Vernayaz, ce qui correspond aux quatre premiers kilomètres. Juste après Vernayaz commence la section à crémaillère de 2,477 km, avec une pente maximale de 200 mm/m. Ensuite (soit après la gare de Salvan), le trajet continue en adhérence simple, avec des pentes allant tout de même jusqu'à 70 mm/m. Le rayon de courbure minimal en adhérence est de 60 m, à comparer avec un rayon minimal de 150 m sur la partie française. En effet, la géographie de la vallée du Trient imposait de construire une voie sinueuse : on dénombre 25 courbes de 60 m de rayon, ce qui limite la vitesse à 37 km/h sur presque tout le parcours. Sur la section à crémaillère, le rayon minimal est porté à 80 m.
La voie est à écartement métrique (1 000 mm). À l'origine, elle était posée en rails de type Vignole en barres de 12 m sur des traverses en bois. Les sections de voie qui étaient à l'origine posées sur des chaussées à Martigny étaient munies de rails à gorge. La voie a été renouvelée et renforcée à partir des années 1970, avec des rails en barres soudées de 36 m et des traverses métalliques.
La section à crémaillère, longue de 1 914 m, possède une crémaillère Strub (l'ingénieur Strub faisait partie des concessionnaires de la ligne). La crémaillère se trouve à 138 mm au-dessus du plan de roulement. C'est la position la plus haute de tous les chemins de fer à crémaillère d'Europe. Elle a été choisie pour permettre la circulation des véhicules du MC sur la ligne française, dont les sections de plus de 70 mm/m étaient équipées à l'origine d'un rail central de freinage à 60 mm au-dessus du plan de roulement. La roue dentée des véhicules MC ne risquait pas ainsi de toucher le rail central en France. Sur les sections à crémaillère, en pente de 200 mm/m, la voie pèse au total 160 kg par mètre. Afin d'éviter tout glissement, elle est ancrée tous les 100 m via des massifs en béton.
La ligne comporte vingt-quatre passages à niveau non gardés pour piétons, ainsi que deux passages à niveau pour automobiles, avec signalisation lumineuse automatique.
L'alimentation électrique se fait sous 850 V courant continu (750 V à l'origine). À l'origine, la section Martigny-Vernayaz était alimentée par caténaire. Le reste de la ligne était alimentée par rail conducteur, selon le même système que sur la ligne Saint-Gervais - Vallorcine. Dans les années 1990, deux sections supplémentaires ont été converties à la caténaire grâce à des financements du canton du Valais : Salvan - Le Trétien en 1990-91, puis Le Châtelaret - Le Châtelard-Frontière en 1994-96.
L'électricité est produite par une usine hydroélectrique située à Vernayaz. Au départ, elle était directement connectée au rail conducteur à Vernayaz ; de plus un feeder alimenté en courant continu longeait la voie, et était connectée au rail à Martigny, dans la section à crémaillère, à Salvan et au Châtelard. À partir de 1957, la ligne est alimentée par trois sous-stations installées à Vernayaz (1 700 kW), Salvan (1 700 kW) et Finhaut (1 200 kW). Elles-mêmes redressent un courant triphasé issu de l'usine électrique.

### Ouvrages d'art
La ligne comporte douze tunnels, pour une longueur totale de 1 945 m, soit 13 % du parcours. Le plus long (grand tunnel de Lachat) mesure 579,52 m. Les tunnels ont été percés à la main et à l'explosif. Sur la section à crémaillère, le tunnel des Chardons est hélicoïdal. Il existe treize galeries paravalanches. Quatre ont été réalisées dès la construction de la ligne ; les autres datent des années 1936-1938, lorsque la ligne a commencé à être exploitée à longueur d'année. La longueur cumulée des paravalanches atteint 1 015 m. Le plus long mesure 589,16 m (galerie du Lavancher). Certains ouvrages sont combinés, par exemple la galerie couverte et tunnel du Triège est composée d'un tunnel suivi d'un tunnel construit sur une arche maçonnée de 9,20 m.

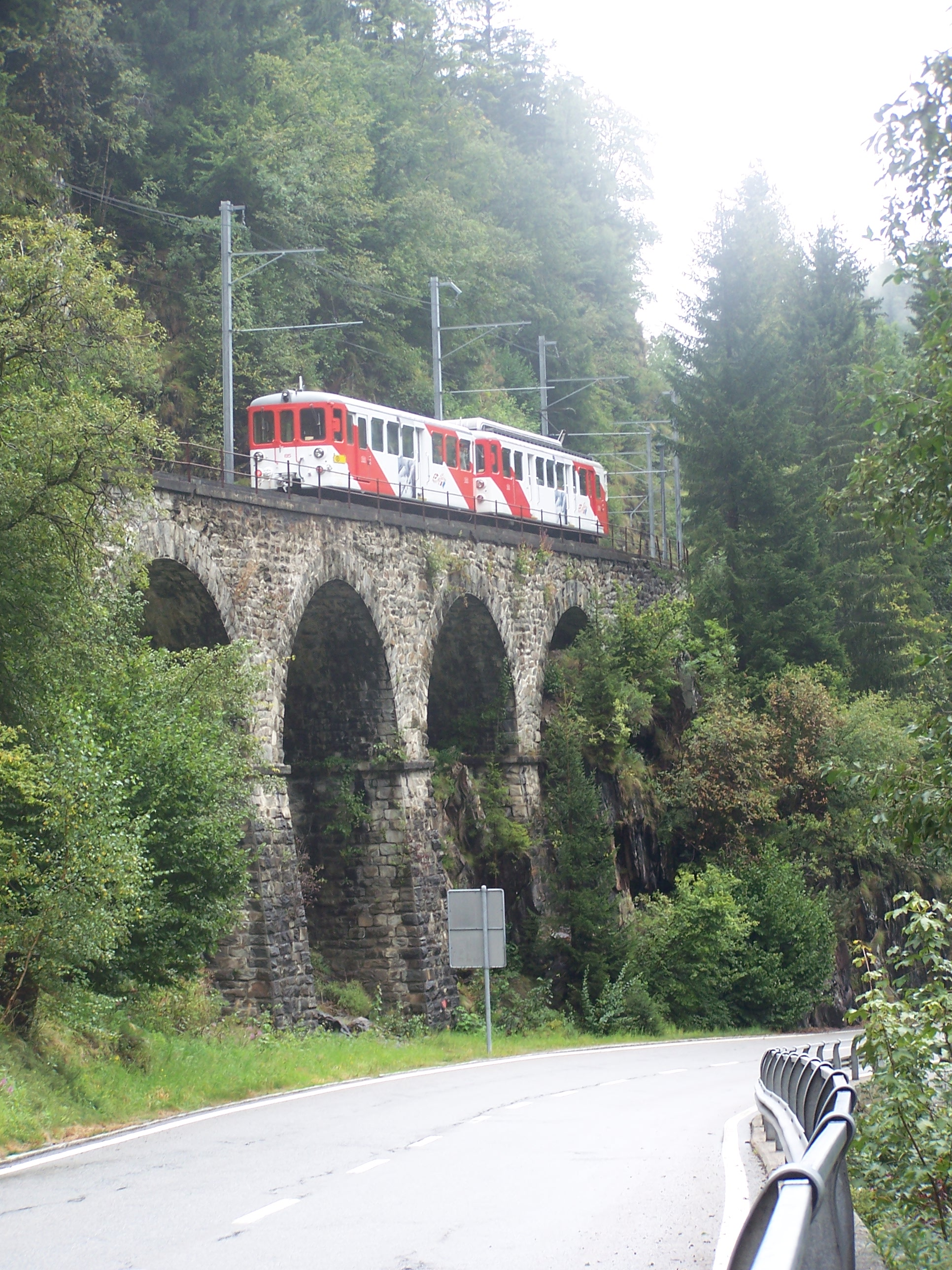
Viaduc de la Scierie.

Il existe quarante-six ponts et ponceaux, dont vingt-huit ont une ouverture supérieure à 2 m. Les viaducs les plus audacieux sont les suivants :
- Le viaduc du Triège, une arche de 35,40 m, domine le torrent de 43 m. Des voûtelettes évident les tympans. Ce viaduc surplombe deux ponts routiers, celui de la route actuelle et celui de l'ancienne route. Il est construit en maçonnerie. Il se trouve entre La Médettaz et Le Trétien.
- Le viaduc des Torrents près de Finhaut, ressemble au viaduc du Triège. Il s'agit également d'une arche de 35,40 m. Il est construit au-dessus d'un couloir d'avalanche où ne coule qu'un petit ruisseau. Il est précédé et suivi de petites voûtes. Construit en béton, il est revêtu de moellons. Il se trouve en pente de 70 mm/m.
- Le viaduc de la Scierie se situe près du Châtelard-Frontière. Il est composé de six arches en maçonnerie de 10 m. Il se trouve en pente de 40 mm/m.

### Signalisation et sécurité

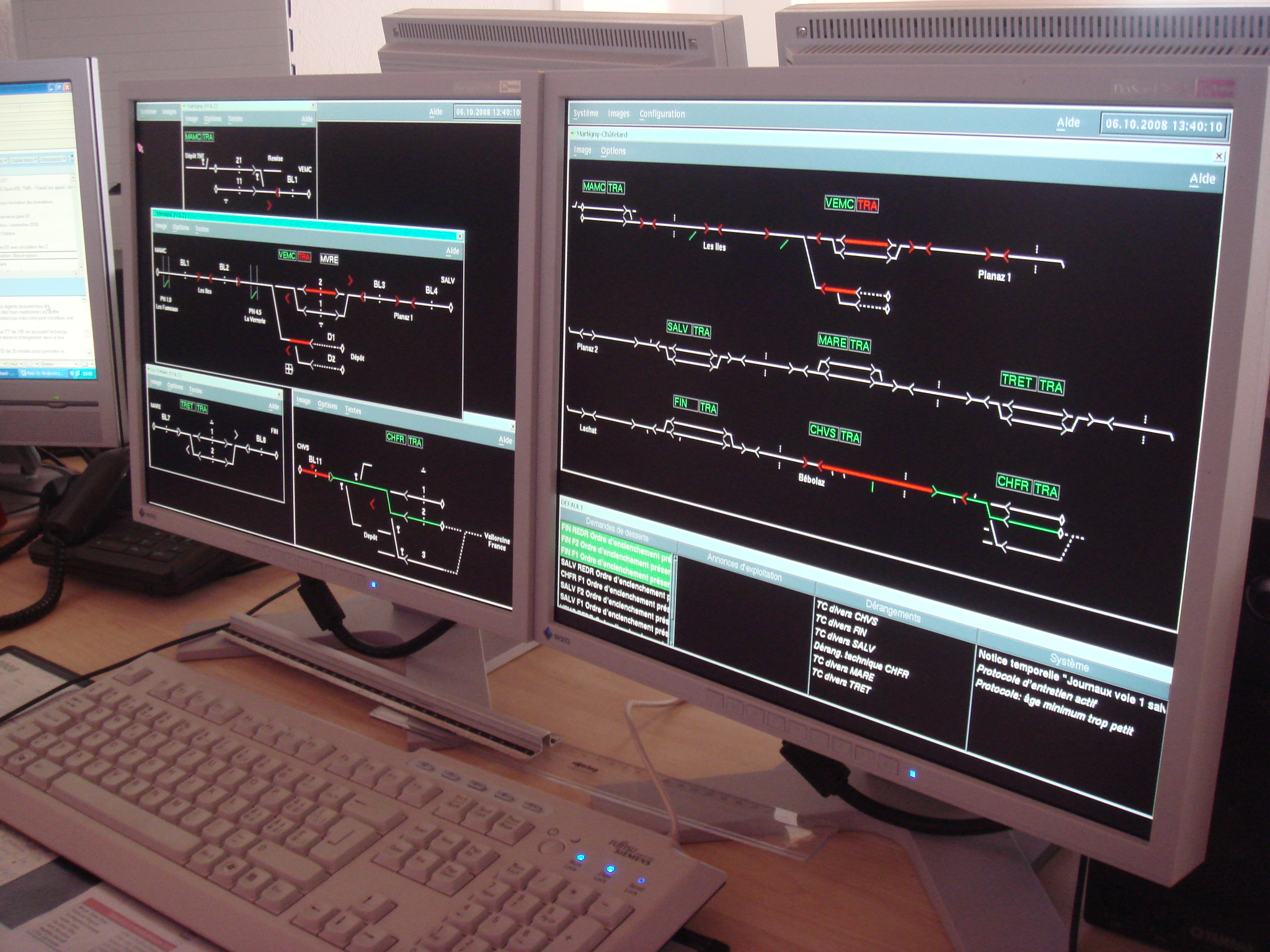
La télécommande ILTIS.

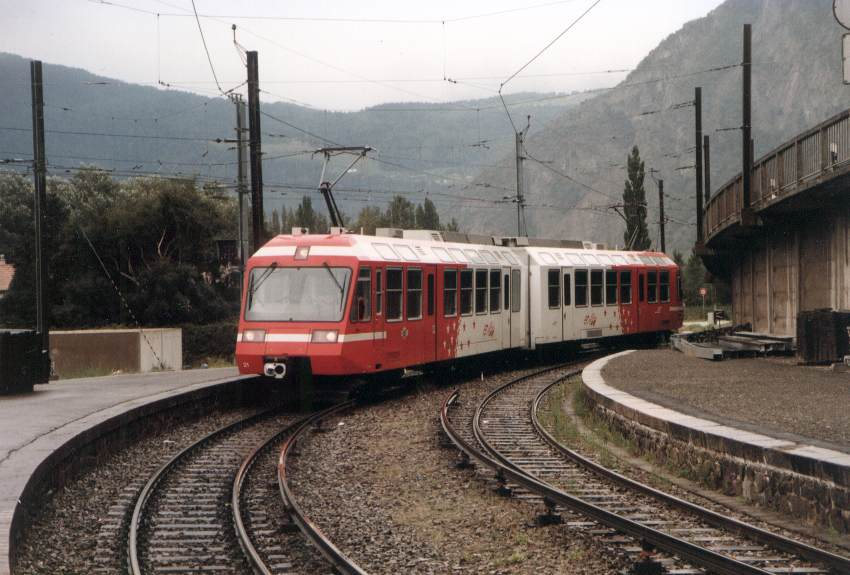
Train à Vernayaz.

Il existe deux types de signaux liés à la crémaillère : ils sont circulaires, et portent la lettre « C » pour indiquer le début de la section à crémaillère, ou la lettre « F » pour indiquer la fin de cette section. Au départ, il s'agissait des deux seuls types de signaux. Le cantonnement était assuré par téléphone.
Devant l'augmentation du trafic lié aux travaux d'Émosson, un block automatique lumineux a été installé entre 1973 et 1978. Les signaux lumineux sont placés à l'entrée de chaque canton, et comportent deux aspects : vert pour autoriser l'entrée dans le canton, et rouge pour signifier l'arrêt absolu. Une interstation peut comporter plusieurs cantons, ce qui permet à plusieurs trains de même sens de s'y suivre. Ce découpage en cantons intermédiaires peut être différent selon le sens en raison des grandes différences de vitesse à la montée et à la descente. À l'entrée des gares, les signaux sont un peu différents : le vert donne l'autorisation d'entrer en gare, et indique que le train sera reçu sur la voie directe ; le rouge signifie toujours l'arrêt absolu ; un troisième aspect, jaune-vert, donne l'autorisation d'entrer et indique que le train sera reçu sur la voie déviée. Ce système peut fonctionner en mode automatique, ou si besoin, en mode manuel.
Le Centre de gestion du trafic (CGT) qui assure la gestion de l'exploitation sur l'ensemble de la ligne, se situe à Vernayaz. Depuis le 17 septembre 2008, il est doté d'une télécommande informatisée de type ILTIS (Integrales Leit- und Informations-System für die Bahn, de Siemens AG). Ce système de conduite permet au chef-circulation de télécommander depuis ses écrans l'ensemble des installations de la ligne.

### Tracé et installations

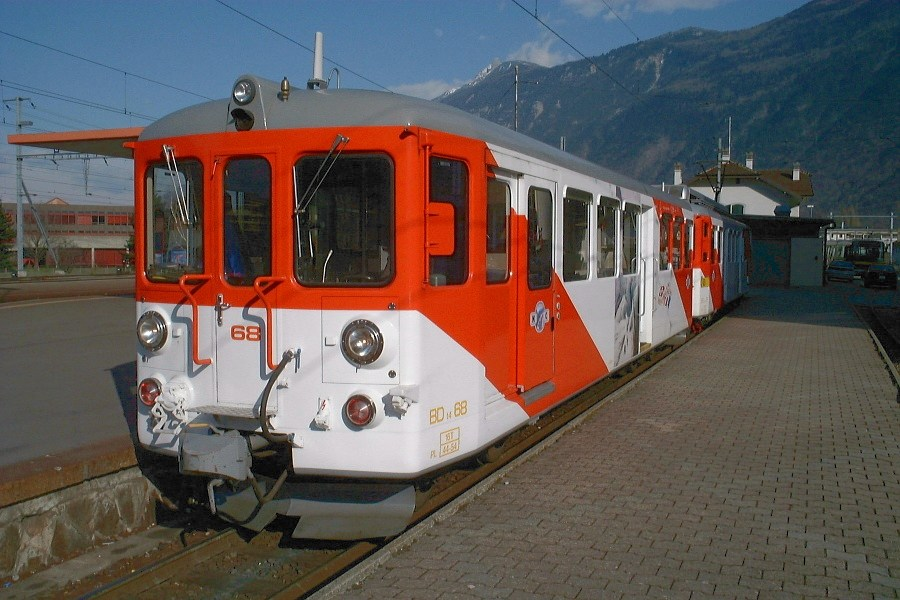
Quai du MC à Martigny.

Les gares du MC sont fonctionnelles et de dimension modeste, avec de petites halles à marchandises en bois. Des évitements existent à Vernayaz, Salvan, les Marécottes, le Trétien, Finhaut, Châtelard-VS, Châtelard-Frontière.
La ligne part de la gare CFF de Martigny, où la ligne est en correspondance avec le réseau CFF à voie normale (ligne du Simplon), la ligne de chemin de fer Martigny - Orsières / Le Châble (ex- MO) et diverses lignes routières exploitées par CarPostal. À Martigny, le MC n'y possède pour le service voyageurs qu'un quai, un abri et deux voies ; le service est assuré par les CFF. Il existe également deux voies marchandises peu utilisées actuellement, et depuis les années 1996-1997 une remise pour le matériel historique.
Initialement, la ligne suivait un trajet en ville, commun avec le tramway. Depuis 1931, la ligne suit un nouveau trajet qui évite l'agglomération, raccourcissant ainsi le parcours de 768 m. Alimentée par caténaire, la ligne se dirige vers l'ouest, parmi les vergers de la vallée du Rhône, entre la route cantonale et la ligne du Simplon. Après deux haltes (La Bâtiaz, Les Fumeaux), elle atteint ainsi la gare de Vernayaz (altitude : 457,35 m) sur un terrain quasiment plat (kilomètre 3,914)).
Vernayaz abrite le dépôt de la compagnie qui possède douze voies, les ateliers de maintenance, le centre de gestion du trafic, ainsi que les services techniques (infrastructure et installations de sécurité). Après la gare, la ligne passe sous la route cantonale avant de franchir le Trient sur un pont métallique. L'alimentation se fait alors par troisième rail, et la section à crémaillère commence (km 4,093). La ligne s'élève en lacets, en pente de 200 mm/m. La crémaillère se termine au point kilométrique 6,579, au lieu-dit Le Pontet. La ligne atteint alors Salvan (km 7,403, altitude 933,85 m) par un parcours en forêt.
Le tracé est ensuite assez facile. La ligne atteint la gare des Marécottes (km 8,814), puis la halte de la Médettaz (km 9,348). Elle franchit le Triège, affluent du Trient, par un viaduc d'une arche en maçonnerie. Juste après se trouve la gare du Trétien (km 10,567). Au-delà, il n'existe pas de route carrossable. La ligne est construite en corniche, avec les deux plus longs tunnels du tracé (tunnel du Lavancher, 589 m, tunnel de Lachat, 579 m). Il existe également de nombreuses galeries paravalanches. On atteint ainsi Finhaut (km 13,945, altitude 1 224,05 m), le point culminant de la ligne à 1 228 m.

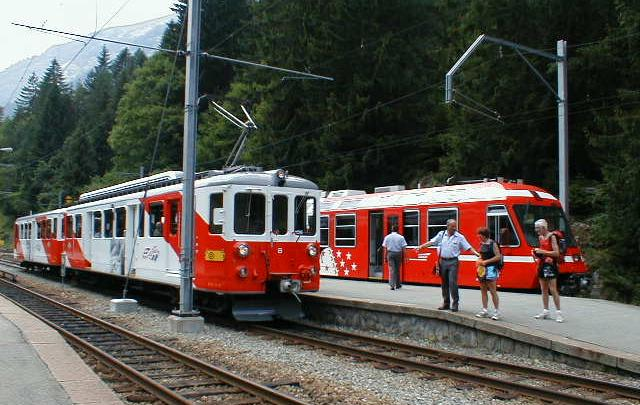
Le Châtelard-Frontière, été 2001 : au premier plan, une automotrice BDeh 4/4 assure la correspondance d'une rame Z800 de la SNCF (à l'arrière-plan).

Après Finhaut, la ligne s'engage sur le viaduc des Torrents (une arche maçonnée de 35,40 m), puis atteint le Châtelard-VS (km 16,977). À cet endroit se trouve une centrale hydroélectrique CFF, ainsi que le départ du funiculaire de Barberine qui monte au barrage d'Émosson. La ligne descend doucement jusqu'au Châtelard-Frontière (km 18,072, 1 115,74 m), la dernière gare de la ligne, à laquelle elle arrive après avoir franchi le viaduc de la Scierie, à six arches. Juste après cette gare, la ligne s'engage sur un pont d'une arche au-dessus de l'Eau Noire, qui constitue la frontière. Au-delà, elle se prolonge en France jusqu'à Saint-Gervais-les-Bains-Le-Fayet via Chamonix : c'est la ligne Saint-Gervais-Vallorcine.

Profil en long de la ligne.

## Matériel roulant

### Première génération de matériel

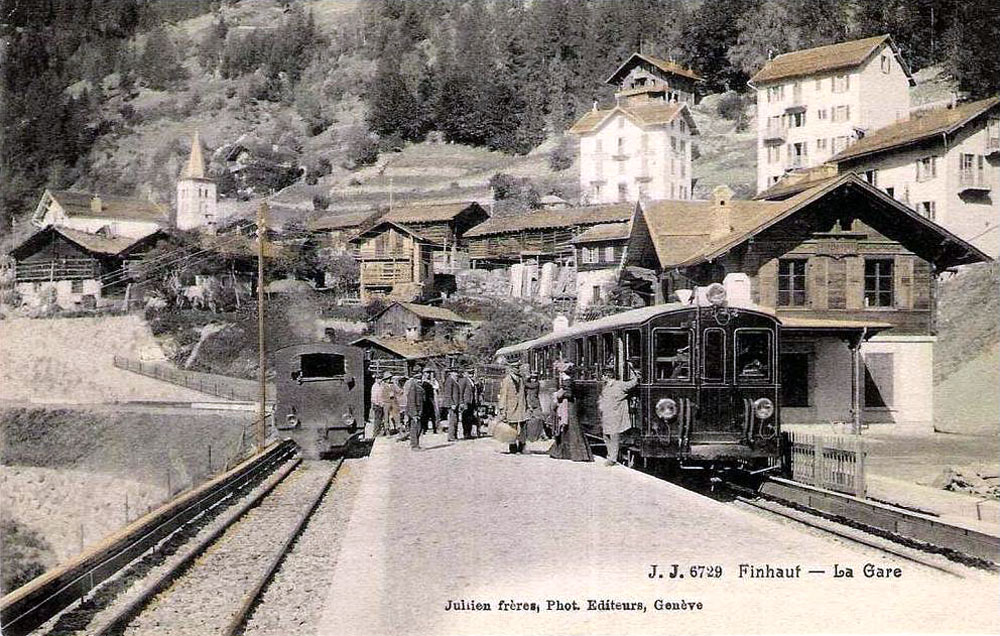
Locomotive à vapeur et automotrice électrique en gare de Finhaut.

À la création de la ligne, le MC dispose d'une locomotive à vapeur, de deux locomotives électriques, de huit automotrices électriques à adhérence et crémaillère et de deux automotrices électriques à adhérence uniquement. Il existe également sept voitures voyageurs et seize wagons.

#### Locomotive à vapeur HG 2/2no1
Le premier véhicule est acquis auprès de SLM Winterthur en 1904. Il s'agit d'une locomotive à vapeur, utilisée pour la pose de la voie entre 1904 et 1906. Elle a ensuite servi de véhicule de réserve jusqu'en 1927, date à laquelle elle est revendue au Tramway du Mont-Blanc (TMB) voisin. Elle a constitué le prototype des locomotives du TMB no 1 à 5, construites par SLM entre 1907 et 1911. Il s'agit de machines à deux essieux tracteurs, qui possèdent de plus une roue dentée pour les sections avec crémaillère. Cette série est décrite dans l'article sur le TMB.

#### Locomotives électriques HGe 2/2no2 et 3
Les deux locomotives électriques à crémaillère HGe 2/2 no 2 et 3 sont livrées en 1905 et 1907. Elles sont fabriquées par SLM Winterthur ; la partie électrique est réaliée par la Compagnie pour l'industrie électrique et mécanique (CIEM). Elles sont munies de deux essieux moteurs a crémaillère, auxquels les essieux par adhérence sont reliés par des bielles.
Elles sont équipées de quatre systèmes de freinage :
- un frein à main agissant sur la roue dentée aval, ainsi que sur une roue dentée dédiée au freinage ;
- un frein à ruban agissant sur l'arbre moteur, à déclenchement automatique en cas de dépassement de la vitesse de 10 km/h ;
- un frein à air comprimé agissant sur les roues ;
- un frein rhéostatique pour la régulation de vitesse à la descente.

Ces locomotives étaient utilisées pour pousser et retenir les automotrices à adhérence sur le tronçon à crémaillère. Elles ont été revendues en 1930 au chemin de fer Bex-Villars-Bretaye.

#### Automotrices BCFeh 4/4no1 à 3 et 11 à 15

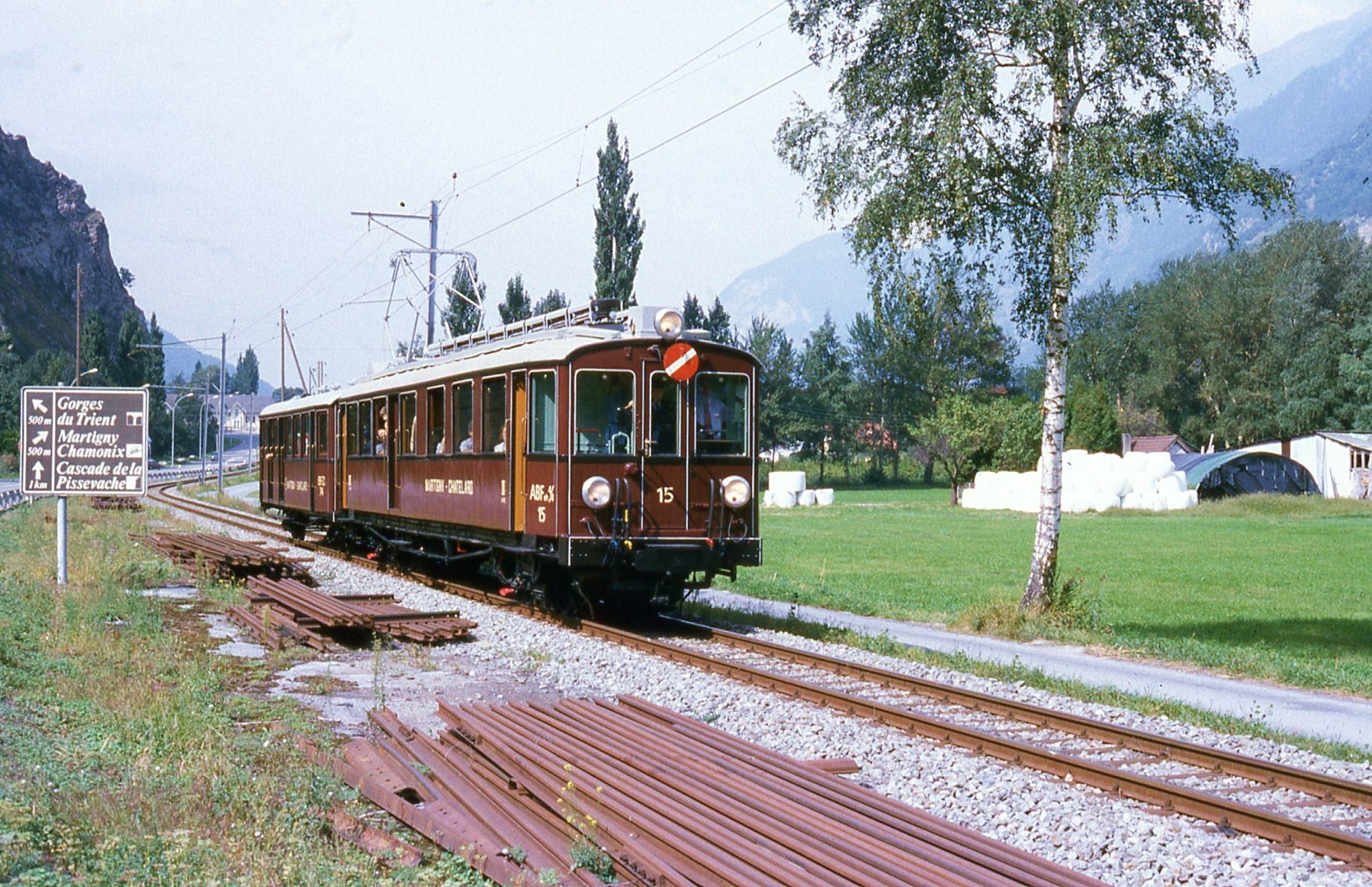
Automotrice no 15.

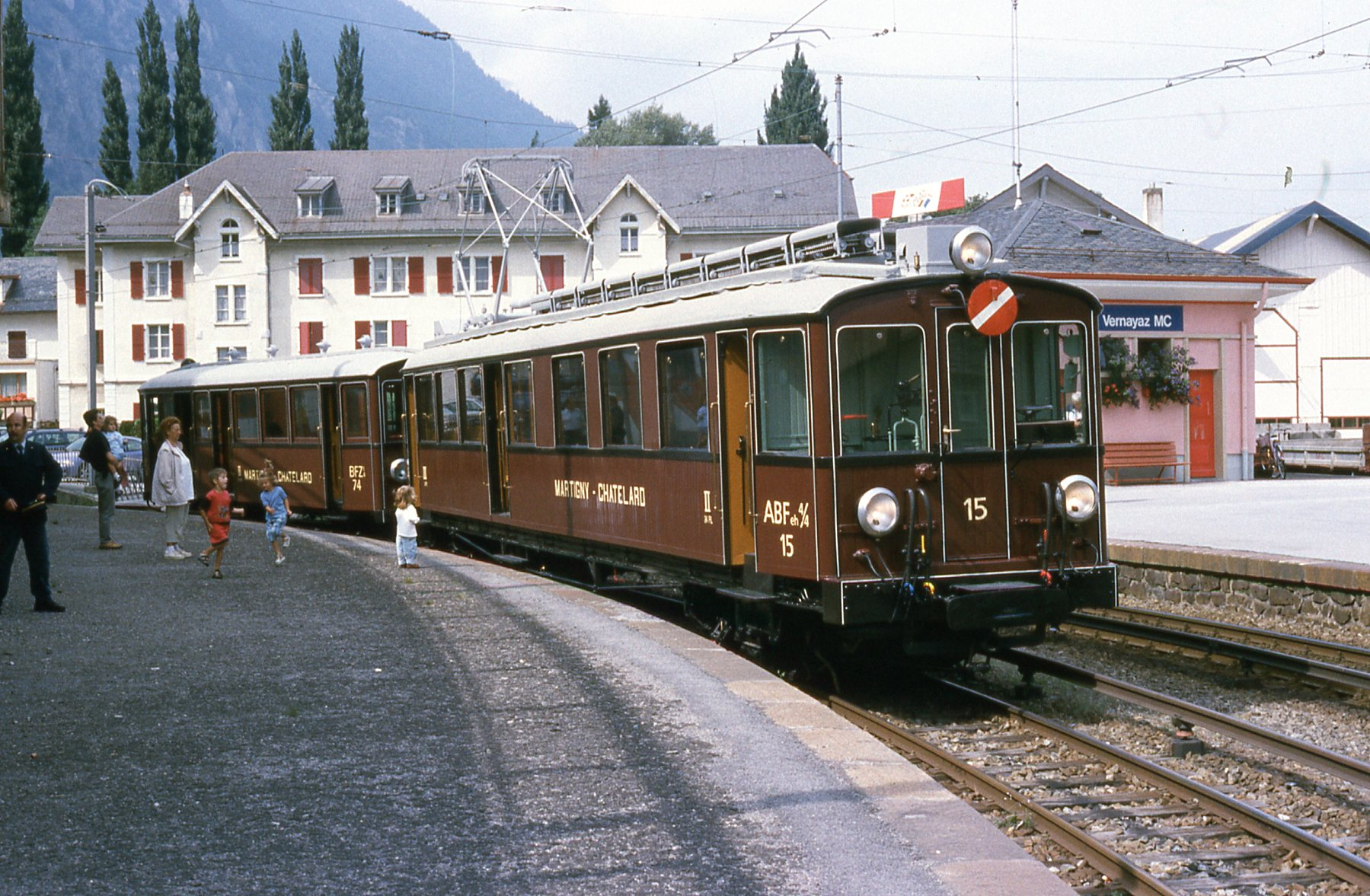
Automotrice no 15.

Le MC commande également des automotrices capables de fonctionner aussi bien en simple adhérence que sur crémaillère. Le châssis, la caisse et l'aménagement intérieur sont réalisés par Schweizerische Waggonfabrik Schlieren (SLS), les bogies par SLM Winterthur. L'équipement électrique est fourni par CIEM (numéros 1 à 3) ou par la Maschinenfabrik Oerlikon (numéros 11 à 15). Un compartiment à bagages est situé au centre de l'automotrice, de part et d'autre duquel se trouvent un compartiment de seconde et un compartiment de troisième classe. Une cabine de conduite se trouve à chaque extrémité. La conduite peut également se faire depuis une voiture-pilote, grâce à une transmission électrique des ordres du manipulateur.
Les automotrices sont de type BB. Leurs quatre moteurs développent une puissance totale de 176 kW, ce qui leur permet de remorquer une voiture voyageurs ou deux wagons. Elles disposent de quatre dispositifs de freinage :
- un frein à sabots agissant sur les roues (commande à main ou à air comprimé) ;
- un frein à rubans agissant sur l'axe de la roue dentée ;
- un frein rhéostatique pour la régulation de vitesse en descente ;
- un frein électromagnétique agissant sur les rails, alimenté par batterie.

Elles sont munies d'un régulateur de vitesse qui est enclenché en déclenché automatiquement à l'entrée et à la sortie de la section à crémaillère, par action mécanique. Il actionne le frein à air comprimé si la vitesse dépassait 9 ou 10 km/h.
Ces automotrices sont d'abord immatriculées BCFeh 4/4 (compartiments de 2e et 3e classe, fourgon, véhicule électrique et à crémaillère, quatre essieux moteurs sur quatre). Elles disposent de 24 places en 2e et 28 ou 24 places en 3e. Lors de la réforme des classes en 1956 (suppression de la 3e classe), elles sont renommées ABDeh 4/4 (compartiments de 1re et 2e). Ces véhicules ont été progressivement retirés du service régulier dès la fin des années 1950 avec l'arrivée de nouveau matériel. Ils ont tous été envoyés à la ferraille au fil des années, à l'exception de la BCFeh 4/4 15, reprise par l'association Train Nostalgique du Trient en 1996, et remise en état d'origine.

#### Automotrices BCFe 2/4no21 et 22

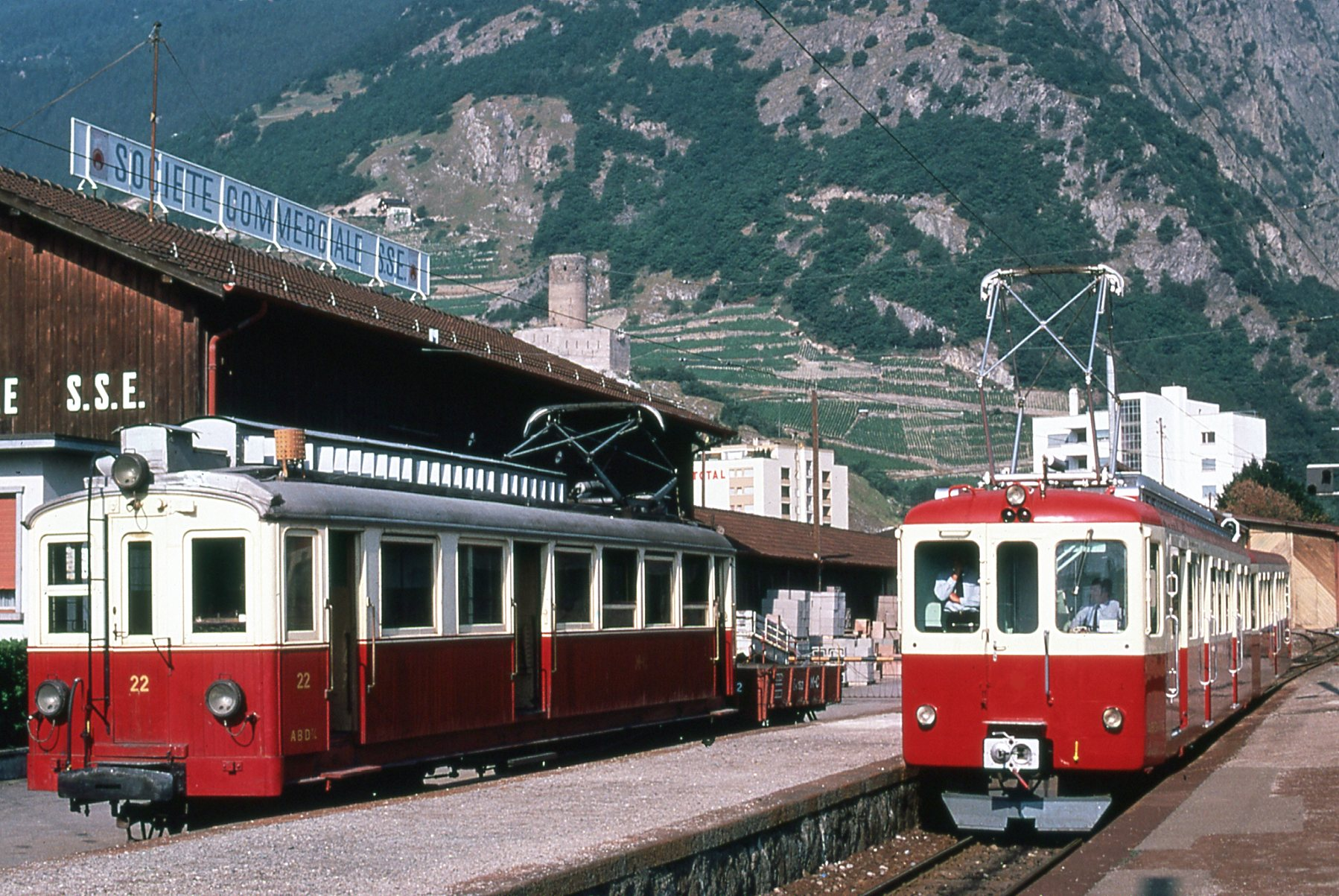
Automotrice no 22.

Deux automotrices en simple adhérence sont livrées en 1908. Elles sont numérotées BCFe 2/4 no 21 et 22. Elles possèdent un seul moteur par bogie (d'où la dénomination 2/4), mais tous les essieux sont moteurs. La partie mécanique est fournie par SLS, la partie électrique par la CIEM. La disposition intérieure est similaire à celle des automotrices BCFeh 4/4, avec 8 places en 2e classe et 32 places en 3e.
Leurs deux moteurs développent une puissance totale de 110 kW.
Ces deux automotrices ont été mises à la ferraille.

#### Automotrices CFeh 4/4no31 et 32

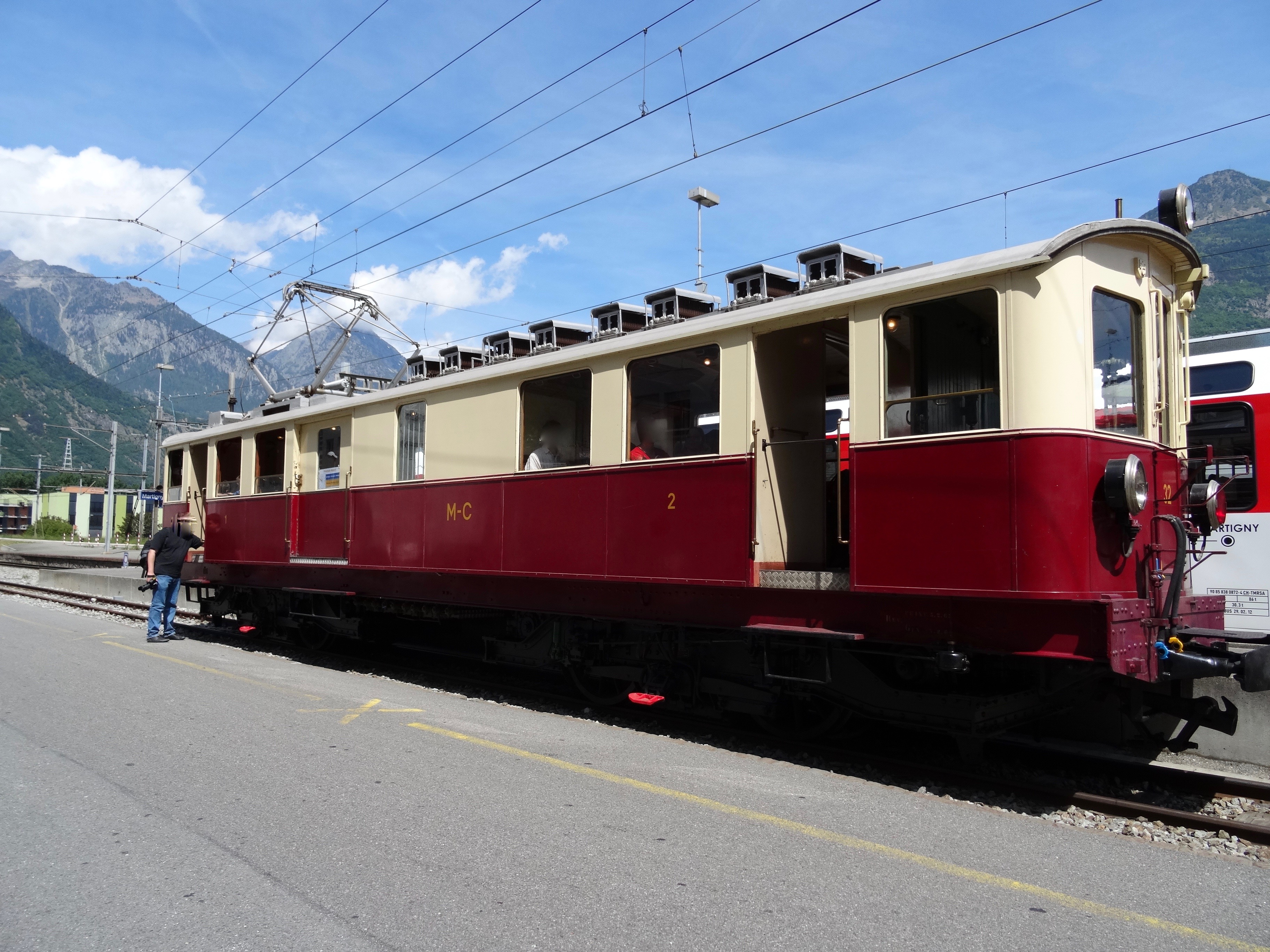
L'automotrice no 32 à Martigny

Lors des travaux du barrage de Barberine par les CFF, le Martigny-Châtelard est choisi pour transporter le personnel et le matériel. Comme la compagnie ne dispose pas de matériel roulant suffisant, les CFF font construire deux automotrices CFeh 4/4 no 31 et 32. Elles sont conçues pour tracter des trains de marchandises, mais disposent d'un vaste fourgon et d'un compartiments voyageurs (16 places en 2e classe). Construites par SLM (bogies), SWS (châssis, caisse) et Oerlikon (équipement électrique), elles développent une puissance totale de 295 kW.
À la fin des travaux en 1926, elles sont réaménagées avec un compartiment voyageurs de 3e classe supplémentaire offrant 16 places. Les automotrices, ré-immatriculées BCFeh 4/4, puis ABDeh 4/4 après la réforme des classes, assurent principalement les trains de marchandises et de travaux.
L'automotrice no 31 a été démolie à l'automne 2011, après avoir été vandalisée et abîmée. L'automotrice 32 est depuis 1996 propriété du Train Nostalgique du Trient qui l'a entretenue et rénovée.

#### Voitures à voyageurs

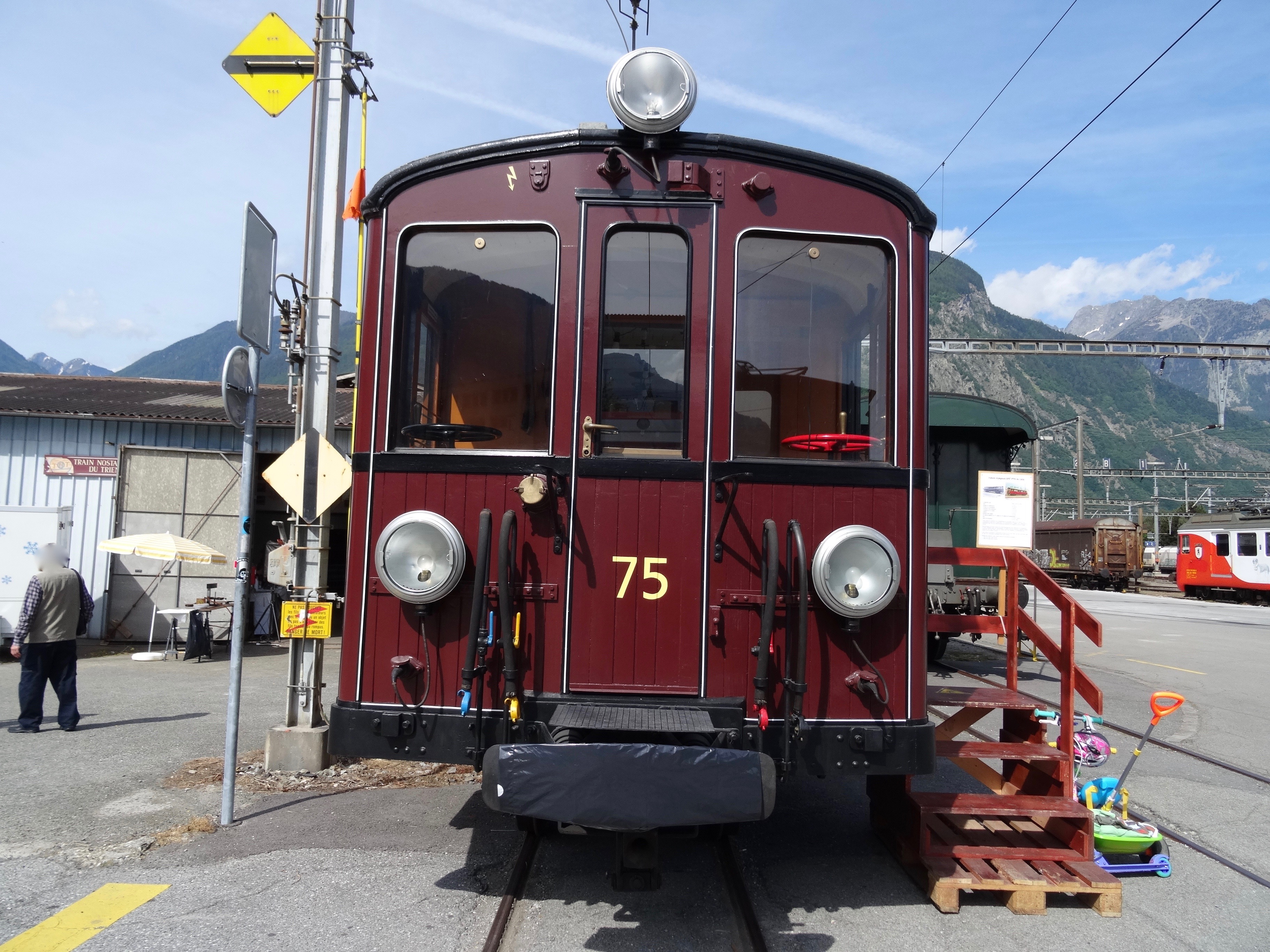
La voiture bt75 du MC

Huit voitures-pilotes réalisées par SWS complètent les automotrices mises en circulation à l'ouverture de la ligne. Une voiture dite « ouverte » est équipée de châssis vitrés amovibles. Numérotée Bt 51 après la réforme des classes, elle dispose de 48 places de 3e, puis 2e classe. Les sept autres sont « fermées ». Les BDt 61 et 62 comportent 32 places de 3e classes, un fourgon et un compartiment postal. Les no 71 à 75 disposent d'une capacité de 36 places (aménagées en 2e et 3e pour les quatre premières, 2e uniquement pour la no 75), d'un fourgon et d'un compartiment postal. Actuellement subsistent les voitures no 74 et 75, ainsi qu'une voiture à rideau, no 21, préservées par le Train Nostalgique du Trient.

### Automotrices d'après-guerre

#### Rames de 1957-1964

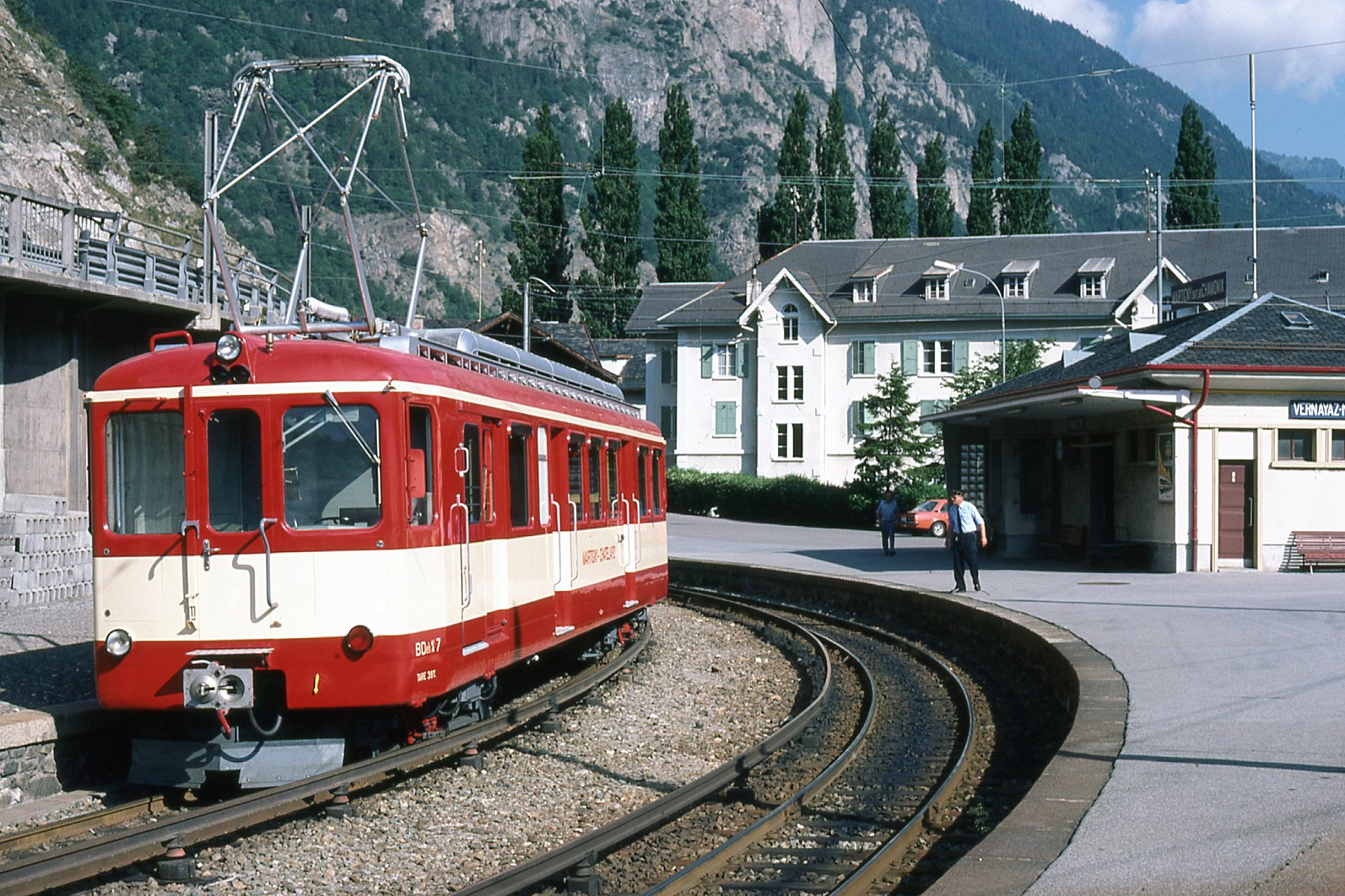
Automotrice BDeh 4/4 no 7.

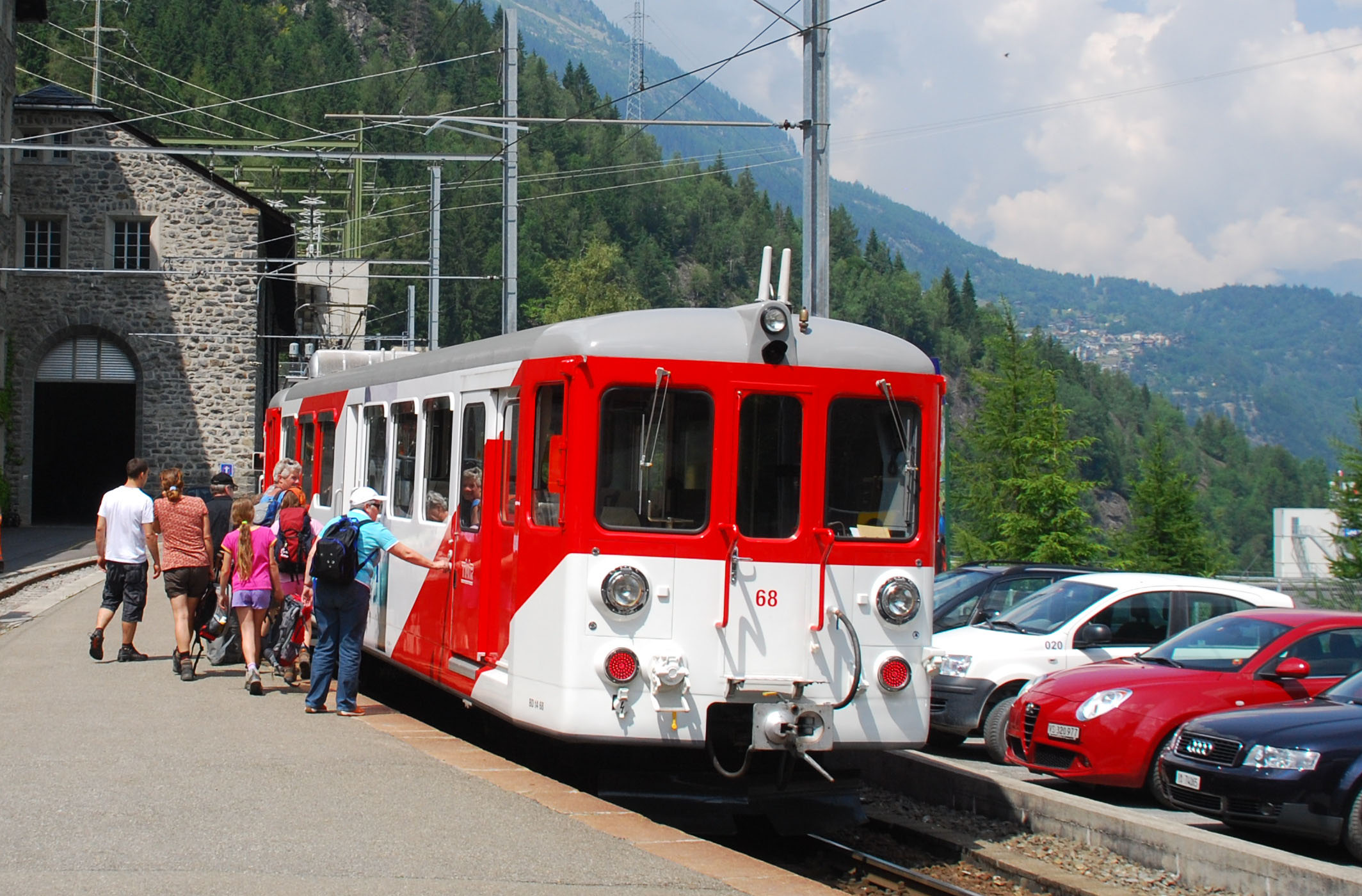
Voiture-pilote Bt no 68 au Châtelard-VS.

Des automotrices modernes, numérotées ABDeh 4/4 no 4 à 8, sont livrées en 1957 pour les trois premières, puis 1964 pour les deux suivantes. Schindler Waggonfabrik Pratteln fournit les caisses, SLM Winterthur les bogies, et la Société anonyme des ateliers de Sécheron (Genève) les équipements électriques. Elles disposent de 48 places (8 en première, 40 en seconde) et d'un fourgon à bagages. En 1980, à la suite de la suppression de la 1re classe, elles sont renumérotées BDeh 4/4 no 4 à 8.
La caisse est réalisée en acier soudé. L'automotrice est à bogies, de type BB. Les quatre moteurs développent une puissance totale de 560 kW. La vitesse maximale est de 50 km/h en adhérence, et 25 km/h sur crémaillère.
Des voitures-pilotes ABDt no 63 à 68 complètent les automotrices. Elles sont livrées en deux lots de trois, en 1957 et 1964. Elles disposent de 8 places en première classe et 44 places en seconde jusqu'en 1980, année où elles sont converties en seconde classe exclusivement. Elles sont alors immatriculées BDt no 63 à 68. Il existe également un fourgon pouvant accueillir 8 passagers sur des strapontins. Elles sont équipées d'une cabine de conduite.
Les automotrices et les remorques disposent de plusieurs systèmes de freinage :
- un frein à main, appliqué sur les roues dentées ;
- un frein pneumatique, appliqué sur les roues à adhérence ;
- un frein rhéostatique (uniquement sur les automotrices) ;
- un frein à ressort de secours, appliqué sur l'arbre entre moteur et essieu ;
- un frein électromagnétique de secours appliqué sur les rails, permettant d'obtenir l'arrêt en toutes circonstances, même sur les pentes à 90 mm/m de la ligne SNCF.

Les automotrices et les remorques ont revêtu successivement trois livrées : deux livrées rouge et crème différentes, puis depuis les années 1990 une livrée « Mont-Blanc Express », à bandeaux obliques rouges et blancs et dessins de style ancien.
L'automotrice BDeh 4/4 no 6 a été transformée en automotrice de service, sous le numéro Xemh 4/4 no 6. Elle est désormais dotée d'une double traction, électrique et diesel.

#### Rame à grande capacité de 1979
En 1976, le MC s'associe à d'autres compagnies suisses pour commander de façon groupée des rames à grande capacité. L'achat est financé à 69,6 % par la Confédération et à 30 % par le canton. La rame du MC comporte trois caisses ; elle est apte à circuler aussi bien en Suisse qu'en France. Elle comporte en tout 164 places assises.
L'automotrice BDeh 4/4 no 501 dispose de 44 places et d'une plate-forme d'accès pouvant recevoir des bagages. De type BB, elle dispose de quatre moteurs qui développent en tout 720 kW. Elle peut ainsi circuler, avec un convoi de 24 t, à 65 km/h en adhérence, à 25 km/h à la montée sur crémaillère et à 16 km/h à la descente. Ses dispositifs de freinage sont les mêmes que ceux des BDeh 4/4 no 4 à 8.
Les deux voitures-pilotes, immatriculées Bt no 601 et 602, peuvent accueillir 58 passagers assis et 42 debout. La Bt 602 était initialement dépourvue de cabine de conduite ; elle portait alors le numéro B 701.

### Matériel d'interconnexion: Z800 de 1996

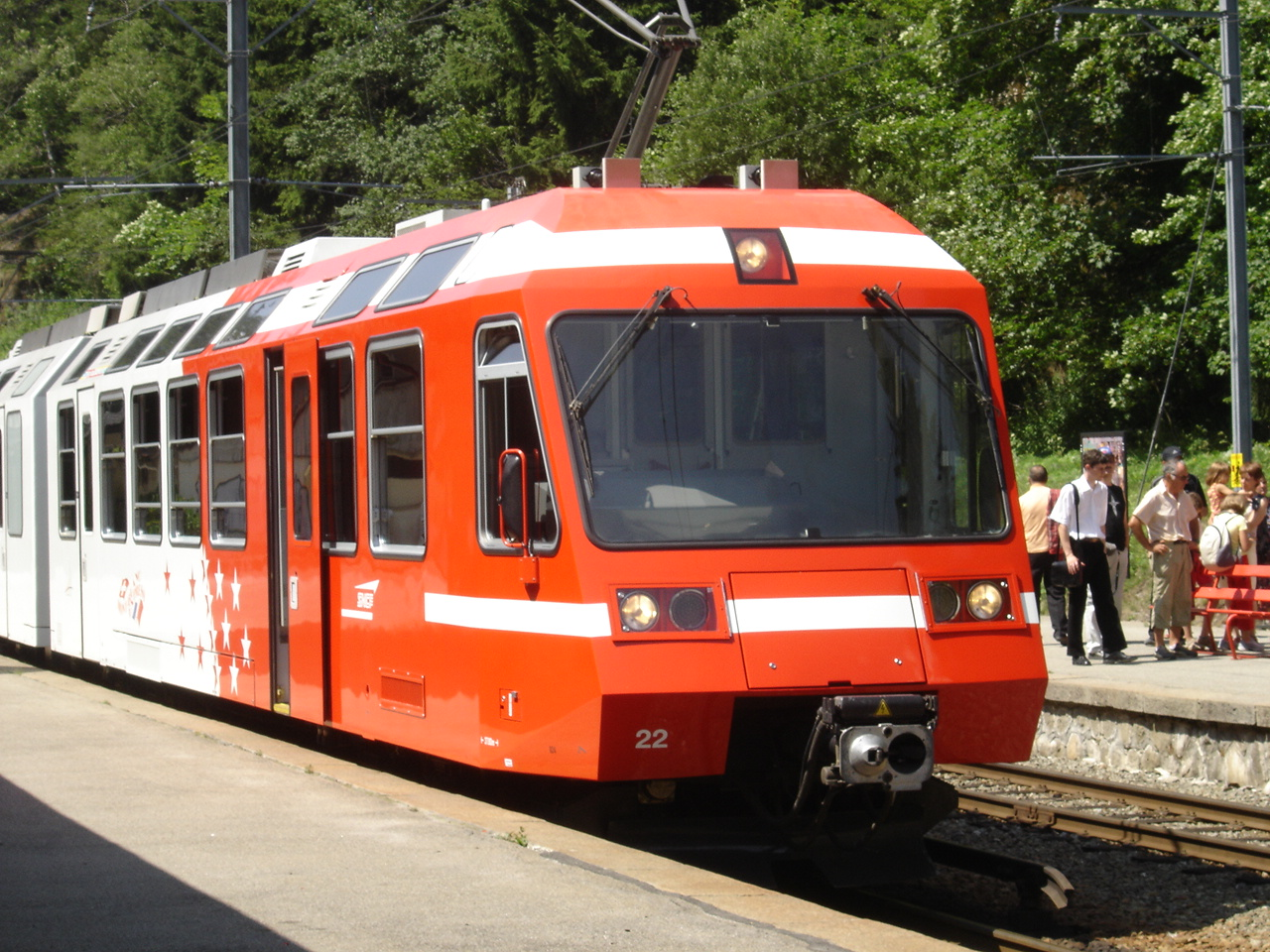
Z 822 à Châtelard-Frontière

Dans les années 1990, le MC s'associe à la SNCF pour commander des rames modernes, aptes à circuler sans rupture de charge de Martigny au Fayet. Le MC commande deux rames, la SNCF trois. Les rames du MC, numérotées BDeh 4/8 no 821/822 et 823/824, sont reçues en 1997. Elles font partie de la série Z 800 de la SNCF.
Cinq rames sont commandées en 1994 à un consortium composé de Vevey Technologies (coordination du projet, assemblage et construction des caisses), Adtranz (équipement électrique) et SLM Winterthur (bogies, équipement de freinage et de crémaillère).
Une rame Z 800 est composée de deux éléments automoteurs accouplés en permanence par un soufflet d'intercirculation. Chaque élément automoteur possède une cabine de conduite, deux compartiments de 16 et 32 places, une plate-forme d'accès à 6 strapontins. Les rames disposent de tous les équipements pour circuler aussi bien sur la ligne française que sur la ligne suisse : radio et équipements de sécurité dédoublés, pantographes et système de crémaillère.
Chaque élément automoteur est équipé de deux bogies de deux essieux (dont un porteur et un moteur). Au total, 1 000 kW de puissance sont installés sur chaque rame. Une rame peut atteindre 70 km/h sur profil facile, 45 km/h sur rampes de 70 mm/m, 35 km/h sur rampes supérieures, et sur crémaillère 23 km/h en montée, 16 km/h et à la descente.
Les Z 800 sont équipées de cinq systèmes de freinage :
- un frein à air comprimé appliqué sur les roues, d'usage commun,
- un frein électrique, rhéostatique et à récupération, destiné à réguler la vitesse en descente ;
- un frein magnétique d'urgence agissant sur les rails ;
- un frein à tambour pour la crémaillère ;
- un frein à disque pour la crémaillère.

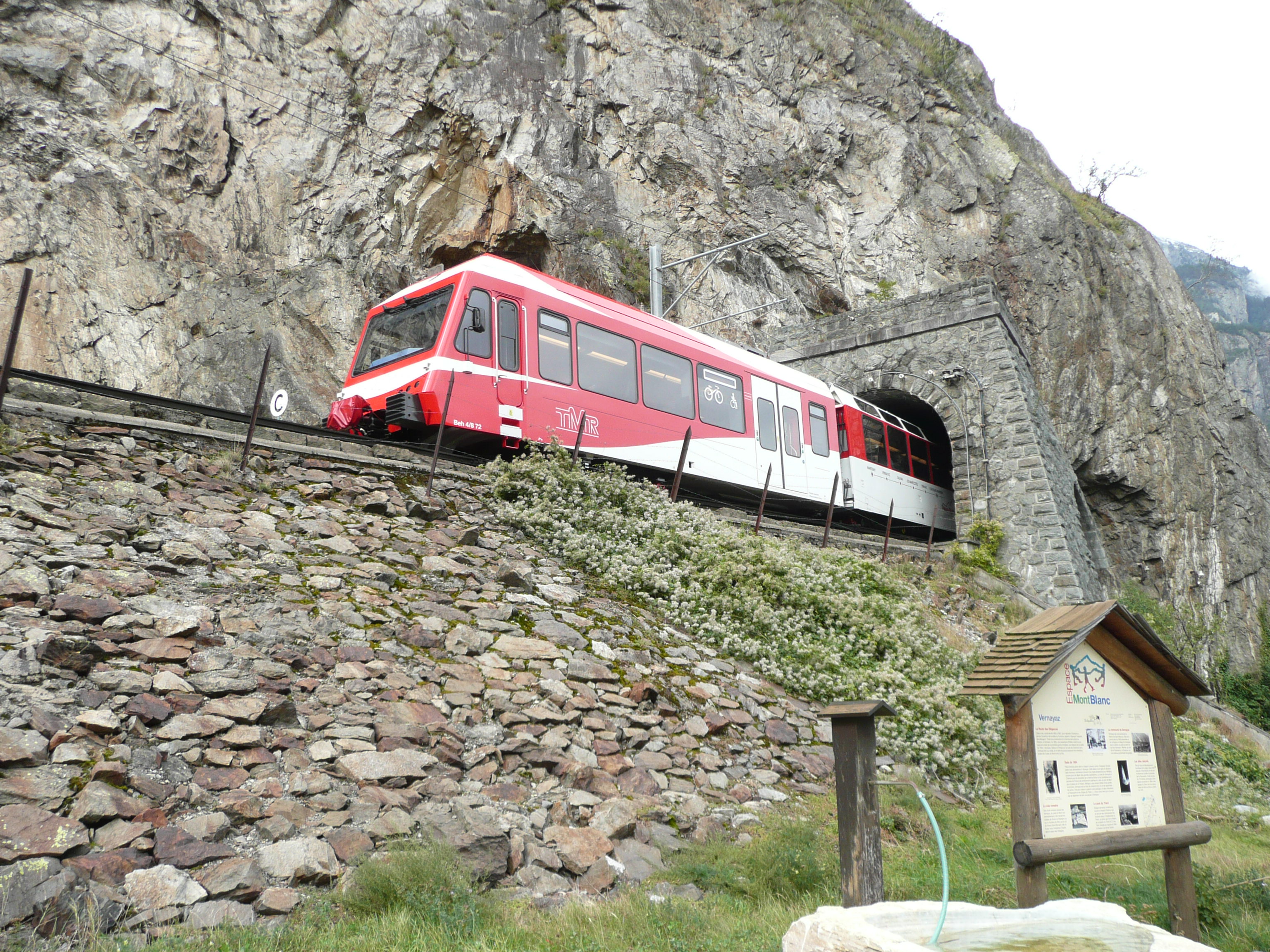
Les nouvelles rames panoramiques du MC

### Nouvelles rames panoramiques: Z870 de 2011
En 2009, les TMR ont passé commande de deux rames "Z870", semblables aux Z850 françaises mais équipées du système de crémaillère et de divers petits détails. Le mandat a été confié au constructeur suisse Stadler Rail à Bussnang. Ces véhicules sont constitués de trois éléments reposant sur 4 bogies (2 bogies sur l'élément central et un par extrémité). Ils offrent 96 places, dont une soixantaine dans un compartiment équipé de fenêtres panoramiques. Les rames sont immatriculées Beh 4/8 71 et 72. Elles sont équipées pour rouler sur la section française de la ligne. Leur inauguration officielle a eu lieu le 26 juin 2012.

### Matériel de service

#### Wagons
Divers wagons ont été exploités dès l'ouverture de la ligne pour le transport des marchandises. Certains d'entre eux sont encore en service. Ils ont été modernisés à la suite de l'apparition des nouvelles générations de matériel, avec notamment la pose d'attelages Scharfenberg.
Six wagons couverts ont été livrés en 1906-1907. Ils peuvent transporter une charge utile de 5 tonnes. Ils sont actuellement numérotés Gk 111, 112, 115 et 116 (wagons couverts) et X 113 et 114 (wagons de travaux et de secours).
Six wagons tombereaux à bords hauts ont également été livrés en 1906-1907. Un a été transformé en wagon couvert, un autre en chasse-neige, un a été vendu au chemin de fer du Montenvers en 1971, et un dernier a été cédé à l'association historique. Les deux restants sont toujours utilisés sous les numéros Ek 163 et Kbk 164.
Quatre wagons plats à bords plats ont été livrés en 1903. Ils peuvent transporter une charge de 5 t. Ils sont numérotés Ek 151 à 154. Les deux derniers ont été munis d'une benne métallique basculante. Deux wagons plats à bogies ont été livrés aux CFF en 1921. Intégrés ensuite au matériel MC sous les numéros Rko 131 et 132, ils ont été cédés au chemin de fer de la Mure en 1998.
Deux wagons plats à bogies Ek 141 et 142 peuvent transporter 20 tonnes, actuellement des canalisations, des rails ou du bois. Ils ont été commandés lors des travaux d'Émosson. Ils étaient alors munis de deux citernes de ciment de 10 t chacune. Ils disposaient d'une cabine de conduite rudimentaire côté Châtelard, mais la conduite était le plus souvent assurée depuis l'automotrice, même dans le sens montant, via un ingénieux système vidéo comprenant une caméra placée à l'avant de ces wagons et un moniteur situé dans la cabine de conduite de l'automotrice.
Un wagon-échelle, numéroté X² no 301, a été acquis en 1976. Il est utilisé pour l'entretien de la caténaire.

#### Motrices et tracteurs de tramways
Le MC a acquis plusieurs motrices de tramways d'occasion, pour tracter des trains de travaux ou des services voyageurs avec peu de passagers. Ainsi, en 1931 une ancienne motrice à deux essieux de la vallée de la Limmat, passée ensuite à Zurich, devient la Xe 2/2 no 81 au MC. Elle assure des trains de service entre Salvan et Vallorcine jusqu'en 1974, année où elle retrouve sa première affectation. En 1961, le MC acquiert un nouveau véhicule en vue de remplacer la no 81 : la Be 2/2 no 125 est utilisée quelques années, jusqu'en 1974. La même année, le MC achète au réseau de Zurich les Be 2/2 no 1017 et 1019. La 1017 est démolie en 1980, la 1019 est cédée en 1986.
En 1974, le MC rachète au réseau de Zurich deux tracteurs de manœuvres immatriculés Te 2/2 no 91 et 92. Le premier est reconstruit aux ateliers de Vernayaz ; il dispose d'une puissance de 110 kW. Le second attend en réserve.

#### Chasse-neige
Un premier chasse-neige à étrave est mis en service en 1933 sous l'immatriculation X² no 201. Il est construit sur la base d'un wagon à deux essieux. Il est rejoint par une autre étrave en 1981-83. Cette dernière, immatriculée X² no 203, est construite sur la base d'un wagon tombereau.
Il existe également deux chasse-neige rotatifs. Le Xrote² no 202 est construit en 1942 par le MC. Deux moteurs Oerlikon de 110 kW au total entraînent chacun une fraise hélicoïdale. Un chasse-neige diesel construit par Beilhack en 1982 dispose lui aussi de deux fraises. Son moteur diesel, de 145 kW, lui permet de circuler même lorsque l'alimentation électrique est coupée. Cependant, il n'est pas équipé pour la crémaillère ; il doit donc y être poussé ou retenu par un autre véhicule moteur. En été, la fraise peut être démontée ; le véhicule sert alors pour les travaux divers. Il peut notamment recevoir un bras articulé, une nacelle ou une grue. La SNCF dispose d'un engin similaire, immatriculé CN 4.

### Préservation de matériel ancien
Le 15 août 1995, le MC supprime l'ensemble des véhicules de première génération. Une association, appelée alors « Les amis du train historique de la vallée du Trient », se forme le 7 décembre 1995 aux Marécottes pour éviter la disparition de ce matériel. Renommée le 12 avril 2002, en « Train nostalgique du Trient » (TNT) et basée sur le bénévolat, cette association a pour objectif « la sauvegarde, la restauration, la circulation des anciens véhicules du chemin de fer à voie étroite du MC ». Elle propose en particulier des visites guidées d'un dépôt regroupant le matériel roulant historique ainsi qu'une exposition sur l'histoire de la ligne.
Depuis juin 2004, l'association TNT bénéficie de l'accès au réseau des TMR ; elle peut ainsi réaliser des courses spéciales sous sa propre responsabilité, sur le tronçon Martigny-Vernayaz.